# Risorgimento

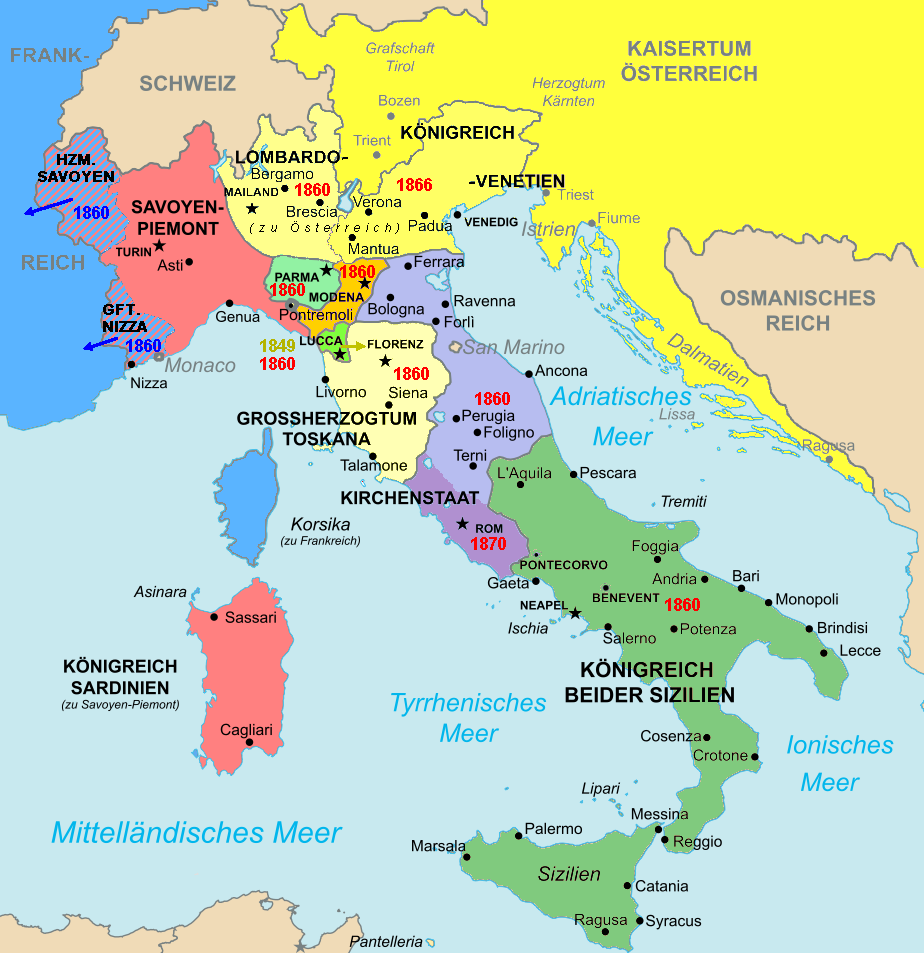
habsburgische Staaten,
bourbonische Staaten,
18xx = Anschluss an Kgr. Sardinien-Piemont oder Kgr. Italien

Als Risorgimento (italienisch risorgimentoⓘ „Wiedererstehung“) wird eine Epoche der italienischen Geschichte zwischen 1815 und 1870 bezeichnet. Ebenso versteht man darunter auch weltanschaulich sehr heterogene politische und soziale Bewegungen, die auf dem Wiener Kongress von 1814/15 die Vereinigung der damaligen jeweils eigenstaatlichen Fürstentümer und Regionen der Apenninhalbinsel in einem unabhängigen Nationalstaat Italien anstrebten. Dieser Staat wurde nach mehreren revolutionären Erhebungen und den Italienischen Unabhängigkeitskriegen mit der Ausrufung des Königreichs Italien als konstitutionelle Monarchie im Jahr 1861 durchgesetzt und 1870 mit der militärischen Einnahme des bis dahin noch verbliebenen Kirchenstaats (im Wesentlichen die Region Latium) und dessen Hauptstadt Rom durch italienische Truppen vorerst vollendet.

## Historische Einordnung, Interessengruppen
In der Forschung wird die Epoche des Risorgimento von einigen Historikern wie zum Beispiel Werner Daum auch weiter gefasst. Diese setzen den Beginn der italienischen Einigungsbewegung bereits bei den von der Französischen Revolution von 1789 inspirierten republikanisch-jakobinischen Aufständen und kurzzeitigen Republik-Gründungen nach den ersten militärischen Erfolgen Napoleon Bonapartes in einigen italienischen Regionen ab 1796 an (vgl. Tochterrepublik). In entsprechend weiter gefassten geschichtlichen Auslegungen wird das Risorgimento erst 1915 – mit dem Eintritt Italiens in den Ersten Weltkrieg – oder 1919 nach dem Kriegsende und der Eingliederung der bis dahin noch zu Österreich-Ungarn gehörenden sogenannten Terre irredente (italienisch für „unerlöste Gebiete“) in Norditalien als abgeschlossen betrachtet.
Bezogen auf den gesamteuropäischen Kontext war das Risorgimento Teil der ursprünglich am klassischen Liberalismus orientierten nationalstaatlichen Unabhängigkeits- und Einheitsbewegungen, die sich in weiten Teilen Europas ab 1815 gegen die repressive Restaurationspolitik der Staaten der Heiligen Allianz richteten. Diese Bewegungen waren zunächst – in der ersten Hälfte des 19. Jahrhunderts – von den Idealen der Französischen Revolution inspiriert, insbesondere den bürgerlichen Freiheitsrechten, die in der Erklärung der Menschen- und Bürgerrechte 1789 formuliert und von Napoléon Bonaparte mit dem Code civil europaweit verbreitet worden waren.
Im sozioökonomischen Bereich ging das Risorgimento als Epochenbegriff einher mit den grundlegenden sozialen und wirtschaftlichen Umwälzungen der Industriellen Revolution, die Mitte des 18. Jahrhunderts ihren Anfang in England genommen hatte und im Lauf des 19. Jahrhunderts auch den europäischen Kontinentalraum erfasste. Italien war, ähnlich wie der größte Teil des Mittelmeerraums, noch lange agrarwirtschaftlich dominiert. Das Land wurde um die 1860er Jahre erst relativ spät – vor allem in Norditalien – von einer nennenswerten Industrialisierung erfasst, wohingegen der Süden noch lange Zeit landwirtschaftlich geprägt und von feudalismusähnlichen Strukturen durchzogen blieb. Gleichwohl waren auch die italienischen Staaten, insbesondere bezogen auf den Außenhandel, die Finanzpolitik und Preisbildung für exportierte Handwerks- und vor allem Agrarprodukte, von den wirtschaftlichen Neuerungen in Europa betroffen. Dies gilt mit der Einschränkung, dass vor allem süditalienische Regionen vorrangig autark bzw. binnenorientiert wirtschafteten und damit zunächst weniger export- oder importabhängig an den internationalen Markt gebunden waren.
Getragen wurde das Risorgimento durch Interessengruppen mit unterschiedlichen ideologischen Ausrichtungen. Die Ziele reichten von der Errichtung einer konstitutionellen italienischen Monarchie (im Wesentlichen getragen durch die Fraktion der moderati = gemäßigte Liberale bzw. sogenannte Liberalkonservative) bis hin zur Schaffung einer demokratischen Republik (vor allem vertreten durch die sich von den radikalen Liberalen bis zu den Frühsozialisten erstreckenden Fraktionen der democratici = Demokraten). Trotz ihrer teils heftigen politischen Kontroversität war all diesen Strömungen eine Idee gemeinsam: die seit der französischen Revolution in den meisten Staaten Europas erstarkte, wesentlich vom zunächst liberal-revolutionär geprägten Bürgertum getragene Ideologie eines damals progressiven, mehr oder weniger stark ausgeprägten Nationalismus.
Mehrere Aufstände richteten sich vor allem gegen die Vorherrschaft der Bourbonen im Königreich beider Sizilien und der habsburgischen Österreicher in Nord- und Mittelitalien. Diese Erhebungen weiteten sich bis zu Revolutionen und Kriegen aus, worauf die italienische Einheit 1861 unter Führung Sardinien-Piemonts letztlich „von oben“ – als konstitutionelle Monarchie mit erblichem Königsthron des Hauses Savoyen – durchgesetzt wurde. Der vorläufige Abschluss der territorialen Staatsbildung erfolgte 1870 mit der Einnahme Roms bzw. des nach 1860 auf das Latium beschränkten Kirchenstaats durch italienische Truppen.

„Eine ideologische Massenbasis hat das Risorgimento jedoch nie gewinnen können. Die Vorstellung von der Notwendigkeit […] des Nationalstaates bleibt auf die gebildeten und besitzenden Schichten beschränkt […]. Die überwältigende Mehrheit der Italiener, vor allem auf dem Lande und am ausgeprägtesten im Süden, steht [diesen Ideen] verständnislos bis feindselig gegenüber.“

## Ende 18. Jahrhundert bis 1815
Schon Ende des 18. Jahrhunderts hatte es Bestrebungen zur „Wiederherstellung“ der italienischen Einheit gegeben, die seit dem Niedergang des Ostgotenreichs im 6. Jahrhundert nicht mehr bestanden hatte. Die Staaten und Fürstentümer der Apenninhalbinsel waren mindestens seit dem 16. Jahrhundert mit dem Beginn der Italienischen Kriege und dem Niedergang der mächtigen italienischen Stadtstaaten zum Ende der Renaissance ein politischer Spielball der europäischen Großmächte.
Während der Jahre der Französischen Revolution (1789 bis 1799) hatten sich unter dem Eindruck der 1792 ausgerufenen ersten französischen Republik italienische Jakobiner in patriotischen Gruppen zusammengefunden. In Turin, Neapel, Palermo und anderen Regionen waren diese Gruppen die ersten, die versuchten, die Forderung nach einer unteilbaren italienischen Republik durch – letztlich erfolglose – Aufstände umzusetzen.

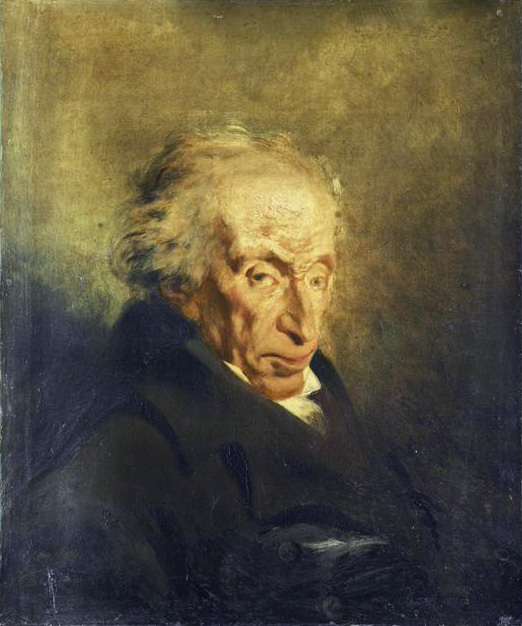
Filippo Buonarroti (1761–1837), Vordenker der italienischen Einigung auf sozialrevolutionärer Grundlage

Insbesondere ausgehend von Norditalien war es der von frühsozialistischen Ideen beeinflusste Filippo Buonarroti, der bereits früh eine italienische Einigung auf sozialrevolutionärer Grundlage anstrebte. Ursprünglich aus Pisa in der Toskana stammend, hatte er sich von Anfang an für die Ideen der französischen Revolution eingesetzt, musste sich zunächst aus Italien zurückziehen und hatte sich in Frankreich selbst an den revolutionären Umbrüchen beteiligt. Als Revolutionskommissar für das im Piemont besetzte Gebiet Oneglia versuchte Buonarroti in den Jahren 1794/95, die revolutionären Veränderungen in Frankreich auf italienische Verhältnisse zu übertragen. Aufgrund von Intrigen gegen ihn wurde er nach Paris zurückberufen und dort zu einer Haftstrafe verurteilt. Im Gefängnis lernte er den französischen Revolutionär Gracchus Babeuf kennen und schloss sich dessen Verschwörung der Gleichen (Conjuration des Égaux) einige Monate nach seiner Begnadigung an.
Im März 1796 ging Buonarroti erneut nach Oberitalien, wo er durch konspirative Tätigkeiten versuchte, wichtige Persönlichkeiten der französischen Armee in Italien, unter ihnen den neuen Oberbefehlshaber Napoléon Bonaparte, für eine italienische Einigung zu gewinnen. Buonarrotis Anhängern gelang es, für wenige Wochen eine revolutionäre jakobinische Herrschaft in der piemontesischen Stadt Alba zu errichten. Darüber hinaus versuchten sie, weitere revolutionäre Kräfte im Piemont und in der Lombardei zu mobilisieren.
Als Vertreter der Verschwörung der Gleichen entwickelte Buonarroti Pläne zur Änderung der agrarischen Verhältnisse in Frankreich und Italien. So befürwortete er die Abschaffung des Privateigentums an Boden. Mit seiner Agrarpolitik wollte Buonarroti die Massen der landlosen Bauern an die „Gleichen“ binden. Es gelang ihm nicht, seine weitgehenden sozialrevolutionären Vorhaben umzusetzen, da ihm sowohl die Masse der Kleinbauern als auch die italienischen Jakobiner in entscheidenden Punkten ihre Unterstützung versagten. Letztlich scheiterten alle jakobinischen Versuche, die Veränderungen der ersten Revolutionsjahre in ihrer Radikalität auf Italien zu übertragen. Stattdessen setzte sich zunächst Napoléon Bonaparte als militärischer Oberbefehlshaber unter der Herrschaft des Direktoriums, das nach dem Sturz Robespierres und der Verfassungsänderung von 1795 (Direktorialverfassung) die Macht in Frankreich übernommen hatte, mit militärischer Gewalt und einer gemäßigteren Politik bürgerlicher Reformen durch.

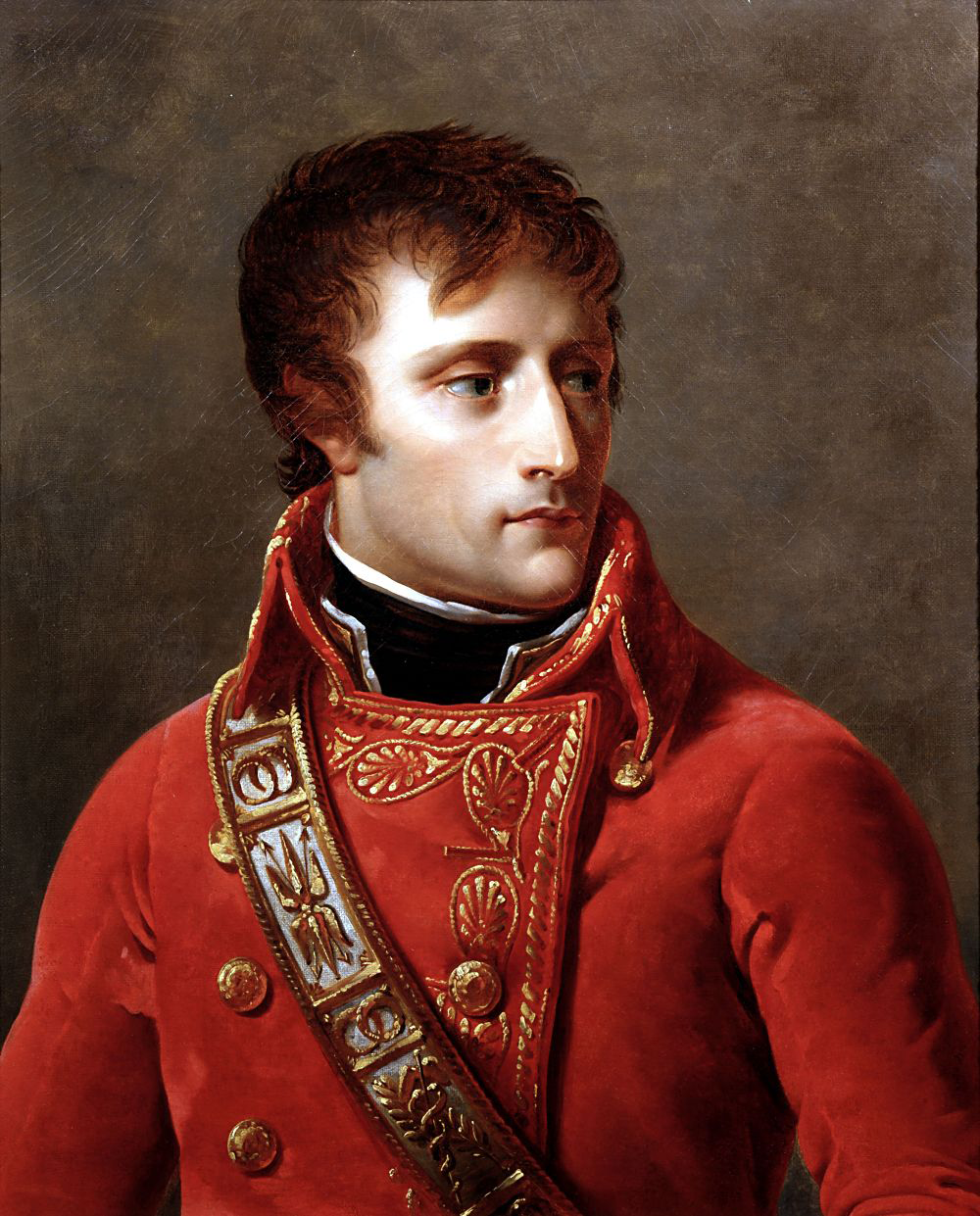
Napoléon Bonaparte als erster Konsul Frankreichs nach seinen ersten militärischen Erfolgen in Italien, um 1799

Im Verlauf der Koalitionskriege zwischen den europäischen Monarchien und dem revolutionären Frankreich ab 1792/93 brach die Staatenwelt des alten Italien zusammen. Ab 1801, nach den Italienfeldzügen Napoléon Bonapartes, die sich strategisch vor allem gegen Österreich richteten, befand sich die ganze Apenninhalbinsel unter französischer Vorherrschaft. Noch vor der Kaiserkrönung Napoleons I. im Jahr 1804 – und damit der Gründung des ersten französischen Kaiserreichs – kam es zu fundamentalen Veränderungen in den italienischen Staaten.

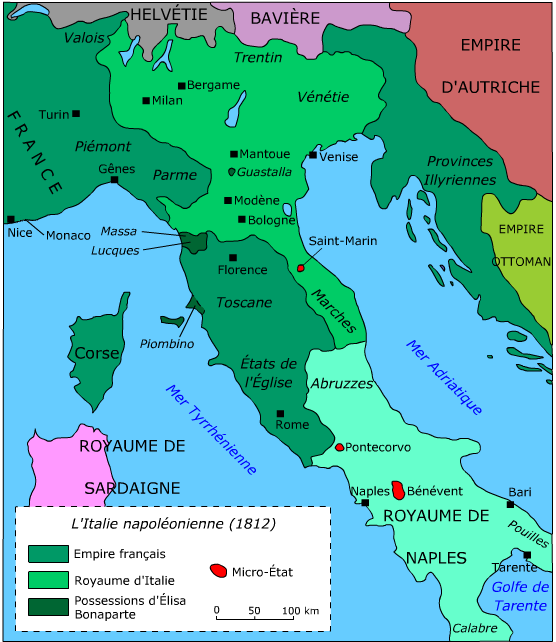
Aufteilung Italiens unter napoleonischer Hegemonie 1812 (französischsprachige Karte)

Zwischen 1796 und 1802 wurden nach den ersten exterritorialen Erfolgen Napoléons (noch als General der spätrevolutionären französischen Republik unter der Herrschaft des Direktoriums – bis 1799) verschiedene Republiken gegründet, jeweils sozusagen als Vasallenstaaten bzw. Tochterrepubliken der französischen Ersten Republik. In Norditalien waren dies die Cispadanische und die Transpadanische Republik von 1796 (die 1797 zur Cisalpinischen Republik mit der Hauptstadt Mailand zusammengeschlossen wurden), die Ligurische Republik in der Provinz um Genua sowie die Piemontesische Republik in Turin/Piemont. Auf dem Gebiet des aufgelösten Kirchenstaats entstanden die Römische Republik und in Neapel die Parthenopäische Republik.
Des Weiteren begründete Napoléon – nach seinem Staatsstreich von 1799 erster Konsul Frankreichs – das Königreich Etrurien in der Toskana (1801–1807). Nach der im Dezember 1804 erfolgten Ausrufung Napoléons zum Kaiser der Franzosen wurde – teilweise durch Umwandlung der zuvor gegründeten Kleinrepubliken – unter der Dynastie Bonaparte ein Königreich Italien, 1806 ein Königreich Neapel ausgerufen. Bis 1809 wurde Restitalien durch Frankreich annektiert.
Kennzeichen der napoleonischen Vorherrschaft in Italien waren eine leistungsfähige zentralistische Bürokratie, die Realisierung bürgerlicher Rechte durch den Code Napoléon, die Abschaffung der feudalen Ordnung und ein innerer Strukturwandel in den italienischen Staaten. Bei aller zunehmenden Unzufriedenheit vieler Italiener über die despotische Unterwerfung zugunsten der Interessen Frankreichs und bei aller Enttäuschung revolutionärer Hoffnungen im liberal und demokratisch gesinnten Bürgertum entstanden ein neues staatsbürgerliches Bewusstsein und die Idee der nationalen Einigung in einem freien Italien, das nicht mehr nur ein geografischer Begriff sein sollte. Diese vor allem in den bürgerlichen Mittelschichten stattfindende Entwicklung des Gefühls einer überregionalen nationalen Identität war die wesentliche Voraussetzung für die Entstehung des Risorgimento nach der militärischen Beendigung der napoleonischen Hegemonie in den politisch zersplitterten Regionen Italiens.

## Restauration und Widerstand: 1815 bis 1848

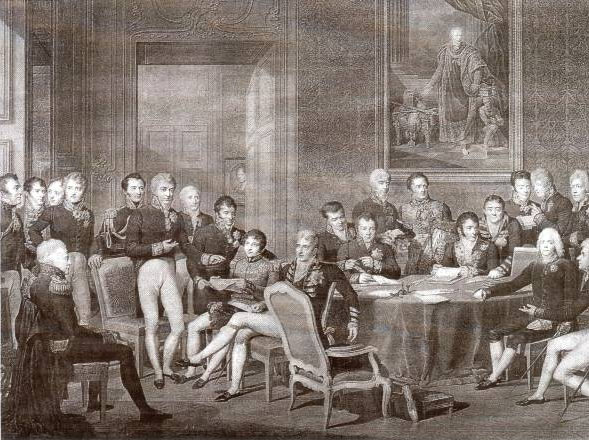
Gesandte der europäischen Fürstenhäuser beim Wiener Kongress 1815

Nach dem Sieg der anderen europäischen Mächte über Napoléon wurde beim Wiener Kongress 1814/15 die Landkarte neu aufgeteilt. Wie in den anderen Staaten und Regionen Europas sollte auch in Italien die vornapoleonische Ordnung ausgehend vom Legitimitätsprinzip (Herrschaft der monarchischen Adelshäuser nach dem Grundsatz des „Gottesgnadentums“) wiederhergestellt werden. Dieser Gedanke wurde getragen durch die so genannte Heilige Allianz, ein zunächst 1815 zwischen den Herrschern Österreichs, Preußens und Russlands geschlossenes Restaurationsbündnis.
Die spanischen Bourbonen erhielten die Vorherrschaft über Neapel-Sizilien (ab 1816 Königreich beider Sizilien), die österreichischen Habsburger mit ihren Nebenlinien die Vorherrschaft über die meisten mittel- und oberitalienischen Fürstentümer, darunter das als Königreich proklamierte Lombardo-Venetien als Zusammenschluss der Lombardei und Venetiens, das Großherzogtum Toskana sowie die Herzogtümer Parma und Modena. Einzig das dazwischen liegende kleine Herzogtum Lucca ging vorerst an das Haus Bourbon-Parma und stand damit noch bis zu seinem Anschluss an Toskana 1847 unter dem Einfluss Spaniens und Frankreichs. Des Weiteren existierten noch der politisch wiederhergestellte Kirchenstaat unter dem Papst und das ebenfalls restaurierte Königreich Sardinien-Piemont unter dem Haus Savoyen.
In der Folge des Wiener Kongresses setzte vor allem in Norditalien die vom österreichischen Staatskanzler Fürst von Metternich dominierte Restauration ein, die wichtige Reformen der napoleonischen Ära rückgängig machte. Dies führte zuerst zu Protesten vor allem des aufsteigenden gewerbe- und handeltreibenden Bürgertums, aber auch in Kreisen des aufgeklärten Adels.
Ab 1820 loderte massiverer Widerstand auf. Als Auswirkung der spanischen Revolution von 1820, welche dort die liberale Verfassung von 1812 wiederhergestellt hatte und fast auf den gesamten Mittelmeerraum bis nach Griechenland (vgl. Griechische Revolution) übergriff, kam es auf der Italienischen Halbinsel zu bürgerlich-liberalen Aufständen und revolutionären Erhebungen: Zuerst 1820 im Königreich beider Sizilien, dann 1821 im Piemont. Die italienischen Revolten wurden jedoch ebenso schnell – im Wesentlichen von österreichischen Truppen – niedergeschlagen wie die ein Jahrzehnt später (1831) von der bürgerlichen Julirevolution von 1830 in Frankreich inspirierten Erhebungen in Mittelitalien (Modena, Romagna), bei denen nationalstaatliche Einheit, Verfassungen und Parlamente gefordert wurden.
Organisiert wurden diese Aufstände von einem freimaurerähnlichen Geheimbund, den Carbonari (italienisch für „Köhler“), die in relativ kleinen Gruppen revolutionärer Eliten zusammengeschlossen waren. Die Carbonari verfügten kaum über eine Basis in der breiteren, vornehmlich ländlichen Bevölkerung, die in weiten Teilen den Unruhen vorerst noch eher lethargisch gegenüberstand. Dieser Umstand erleichterte es den Behörden, viele Gruppen der aktiven Revolutionäre mit Hilfe von Spitzeln und Denunzianten auszuhebeln, bzw. sie in ihrer Wirkungskraft zu schwächen.

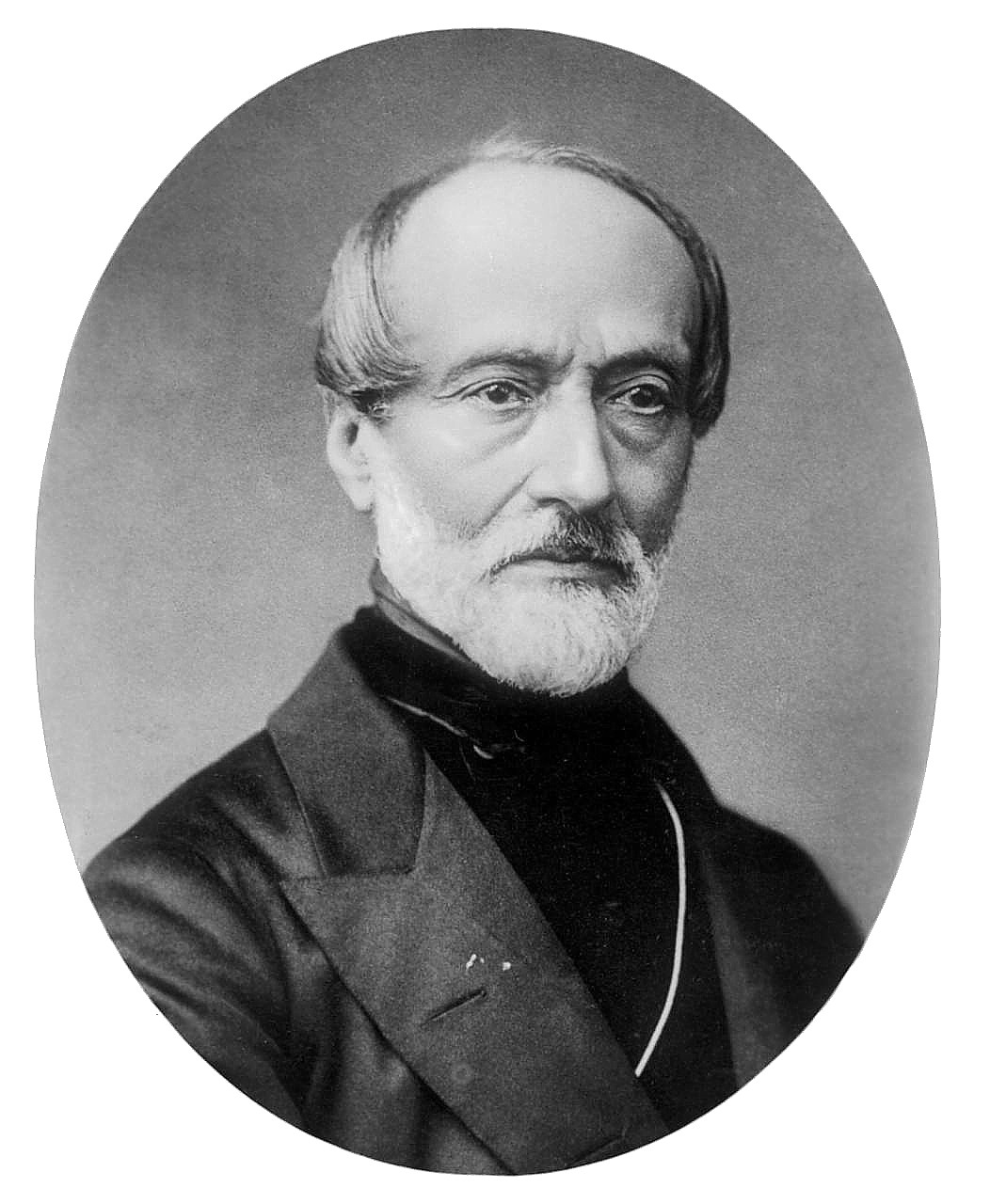
Giuseppe Mazzini (1805–1872)

Giuseppe Mazzini schloss sich 1827 den Carbonari an und vertrat ab 1828 in Presseartikeln republikanisch-demokratische Ideen. Nach dreimonatiger Kerkerhaft ging er Anfang 1831 ins Exil und gründete im Juli desselben Jahres in Marseille den Geheimbund Junges Italien (italienisch: Giovine Italia). Mazzini verstand es im Lauf der folgenden Jahre, europaweit Mitstreiter unter den republikanisch orientierten Liberalen bis hinein in die Arbeiterschaft für seine Ideen zu gewinnen und teilweise für den Kampf in Italien anzuwerben. Er begründete die Zeitung La Giovine Italia, das Zentralorgan der Bewegung, und ließ sie illegal in den italienischen Staaten verbreiten. In seinen Publikationen vertrat Mazzini die Forderung nach einer Einigung Italiens als demokratische Republik „von unten“, die durch das Volk erkämpft werden sollte („L’Italia farà da se“, übersetzt: Italien wird es alleine schaffen) und an dessen Ende ein freies Italien in einem „Europa der Völker“ entstehen sollte.
Diese Utopie mit bereits kosmopolitischen Ansätzen inspirierte junge revolutionäre Idealisten aus weiteren Staaten. So wurde unter Mazzinis Einfluss 1834 im schweizerischen Bern die an den Bund des Jungen Italien angelehnten Geheimbünde Junges Deutschland und Junges Polen von exilierten Demokraten gegründet und gleichzeitig unter dem Namen Junges Europa zusammengeschlossen. Ab 1836 organisierten sich Mazzinis Anhänger in der von ihm in London als republikanisch-revolutionäre Organisation von exilierten Arbeitern gegründeten Partito d’Azione (Partei der Aktion).
Mazzini bzw. der von ihm geleitete Geheimbund Junges Italien, dem sich 1833 auch der bis in die Gegenwart als Nationalheld gefeierte Giuseppe Garibaldi angeschlossen hatte, organisierte ab 1833 verschiedene Aufstände, die teilweise von Mazzini aus dem Exil koordiniert wurden: Zuerst im Piemont (1833/34), dann 1843 in Bologna, 1844 in Kalabrien und 1845 in Rimini. In Venedig gründete Attilo Bandiera 1840 den Geheimbund Esperia und trug Mazzini 1842 den Titel Diktator an, der diesen Vorschlag aber zurückwies. Wenngleich alle Aufstände der 1830er und frühen 1840er Jahre scheiterten, so beförderten sie dennoch unter den Verfechtern der nationalen Einheit – auch unter ideologischen Gegnern Mazzinis – eine relativ breite öffentliche Diskussion über die Struktur eines künftigen Italien.

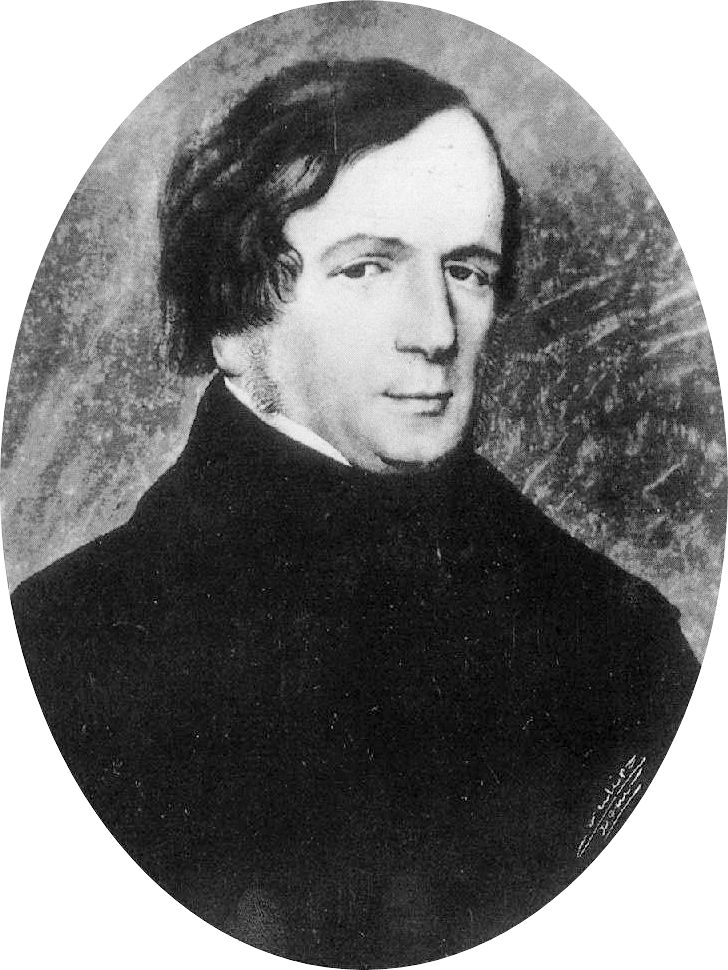
Vincenzo Gioberti (1801–1852)

Dabei gab es neben der als radikal geltenden republikanischen Lösung Mazzinis und seiner Anhänger, der „historischen Linken“ (sinistra storica), unter anderem Vorschläge der „historischen Rechten“ (destra storica) wie den des Philosophen und Geistlichen Vincenzo Gioberti, der in seinem politischen Hauptwerk aus den 1840er Jahren ein neoguelfisches Programm propagierte, das vorsah, den Papst zum Oberhaupt einer konstitutionellen italienischen Staatenkonföderation zu ernennen. Er berief sich dabei auf das verbindende Element des Katholizismus in Italien. Andere gemäßigte Liberale wie Graf Cesare Balbo oder Marchese Massimo Taparelli D’Azeglio wollten die Einigung unter Führung des Königreichs Sardinien-Piemont umsetzen.
Papst Pius IX. begann 1846 zu Beginn seines langen Pontifikats (1846–1878) mit einer relativ liberalen Reformpolitik in Rom und im Kirchenstaat. Er bildete einen Staatsrat, gründete eine Bürgerwehr, gewährte eine Amnestie und schlug eine Zollunion der italienischen Staaten vor.

## Revolution und Erster Unabhängigkeitskrieg 1848/1849

Camillo Benso von Cavour (1810–1861), erster Ministerpräsident der italienischen Monarchie (Gemälde von Francesco Hayez)

Die Reformen des Papstes im Kirchenstaat brachten die anderen Fürstentümer in Zugzwang. Der liberale Druck nahm in allen italienischen Staaten zu. Dazu trug die 1847 in Turin gegründete liberal-konservative Zeitschrift Il Risorgimento bei, die der Epoche ihren Namen gab. Sie trat für eine italienische Einigung unter Führung des Hauses Savoyen ein, das den König von Sardinien-Piemont, Karl Albert, stellte. Die Zeitung vertrat also entgegen den republikanischen Forderungen die Vorstellungen der Moderati, die ein liberales Königtum für das künftige Italien vorsahen. Ein bedeutender Politiker dieser Richtung, der wesentliche Beiträge für die Zeitung beisteuerte, war Cesare Balbo. Einer der Mitbegründer von Il Risorgimento und Protagonist der Liberal-konservativen, Camillo Benso Graf von Cavour, setzte sich später als Ministerpräsident Sardinien-Piemonts von 1852 bis 1859 sowie 1860/61 an führender Stelle wesentlich für dieses Ziel einer konstitutionellen italienischen Monarchie ein. Er wurde schließlich 1861 erster Ministerpräsident des Königreichs Italien.

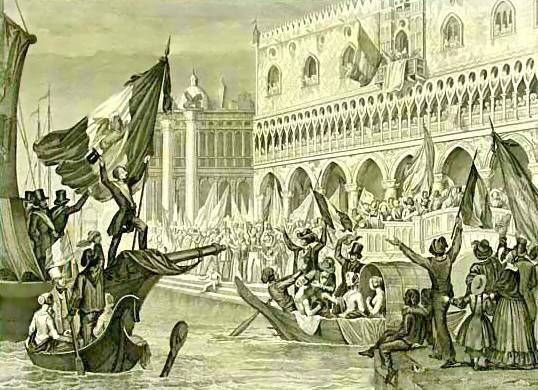
Ausrufung der Repubblica di San Marco vor dem Dogenpalast am 23. März 1848 in Venedig (Lithografie von Sanesi, ca. 1850)

Nach 1846 kam es unter dem Druck der sich verstärkenden liberalen und demokratischen Bewegungen, die auch in anderen Staaten Mitteleuropas um sich gegriffen hatten und weiter anwuchsen (vgl. auch Februarrevolution 1848 und Märzrevolution 1848/1849), zu schrittweise erfolgenden Zugeständnissen einiger Fürstentümer. Neben dem Kirchenstaat erhielten das Königreich beider Sizilien, die Toskana und am 4. März 1848 Sardinien-Piemont Verfassungen. Dabei hatte insbesondere der dortige König Karl Albert nach der Februarrevolution in Frankreich und dem Beginn der Märzrevolution in den Staaten des Deutschen Bundes, darunter auch im habsburgischen Kernland Österreich, die Situation erkannt. Mit seiner als Statuto Albertino bekannten Verfassung begründete er im Königreich Sardinien-Piemont eine konstitutionelle Monarchie mit für diese Zeit relativ weit gehenden politischen und sozialen Reformen. Die Verfassung Sardinien-Piemonts bildete die Grundlage für die spätere Verfassung des italienischen Königreichs ab 1861, die zumindest formell bis 1946 gültig bleiben sollte, wenn auch während der Diktatur des Faschismus zwischen 1922 und 1945 faktisch ausgehöhlt. Damit positionierte sich Sardinien-Piemont als einziger Staat mit einer in der Bevölkerung als „italienisch“ akzeptierten Führung zunehmend als wesentliche politische Speerspitze des weiteren Risorgimento.

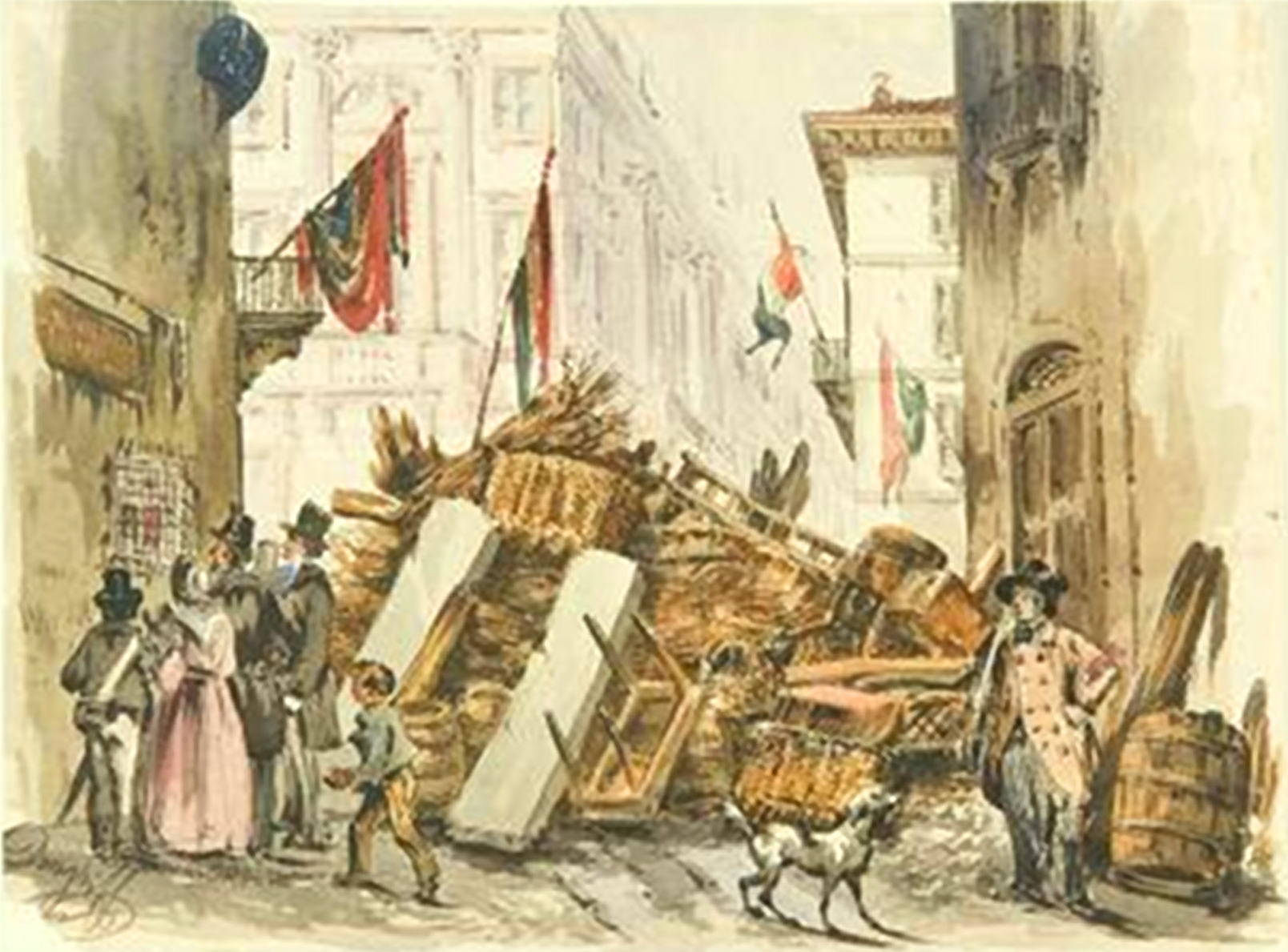
Barrikaden während der Fünf Tage von Mailand im März 1848, Aquarell von Felice Donghi (1828–1887)

Im Zuge der europäischen Revolutionen von 1848/1849 kam es in den italienischen Fürstentümern zu der bis dahin massivsten Welle von Aufständen der Einigungsbewegung. Die revolutionären Ereignisse begannen in Italien schon vor der französischen Februarrevolution mit dem sizilianischen Januaraufstand von 1848 und breiteten sich im Anschluss auf der ganzen Italienischen Halbinsel aus. Ebenfalls schon im Januar 1848 kam es in Oberitalien, zuerst in Mailand, Brescia und Padua, zu Aufständen gegen die österreichische Vorherrschaft. Mitte März 1848 erklärte Mailand während eines fünftägigen Aufstandes (den sogenannten cinque giornate di Milano) seine Unabhängigkeit von Österreich und den Anschluss der Lombardei an das Königreich Sardinien-Piemont. Kurz darauf wurde in Venedig am 23. März 1848 unter der Führung von Daniele Manin die Repubblica di San Marco ausgerufen (Republik des Heiligen Markus, benannt nach dem Schutzpatron Venedigs, dem Evangelisten Markus).

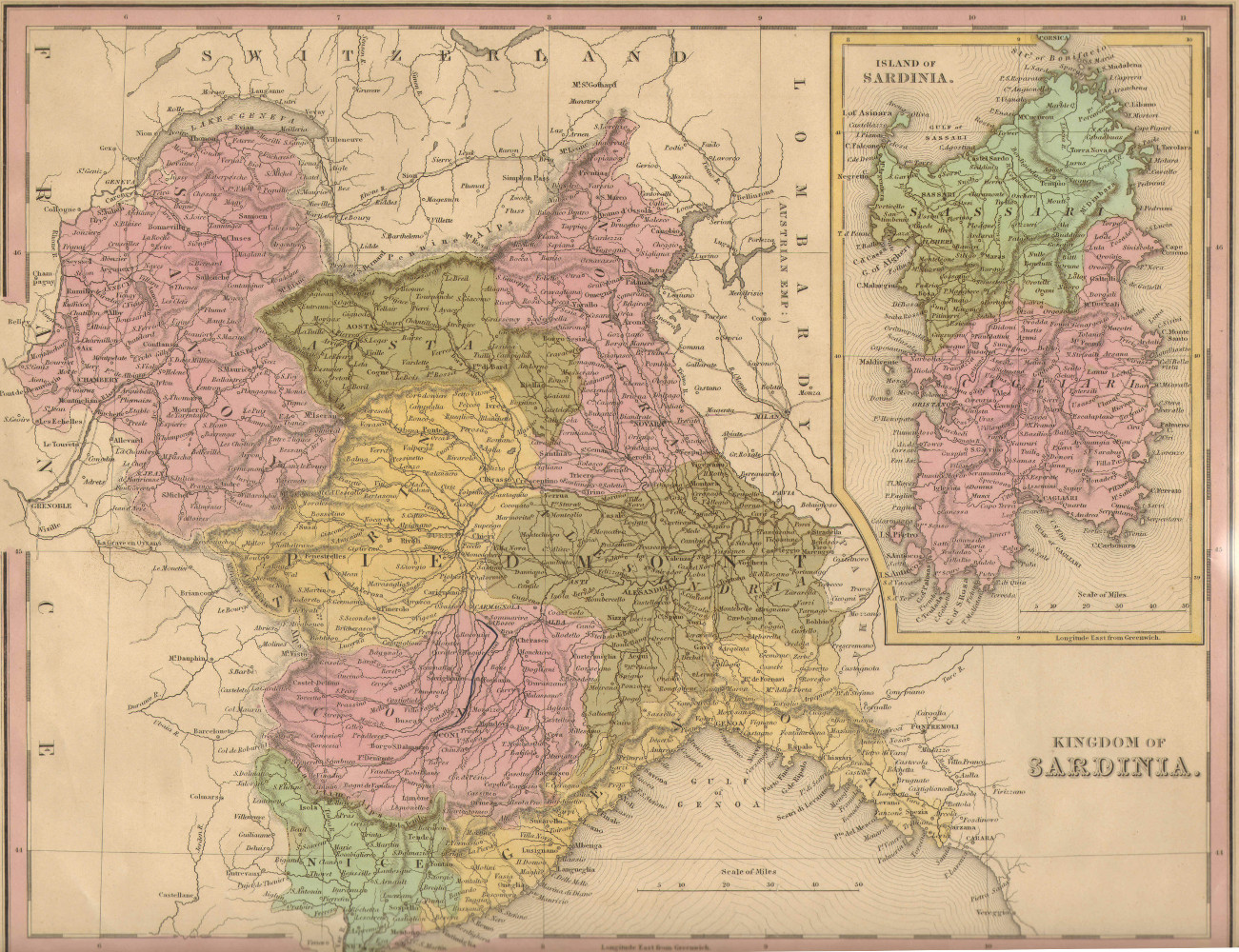
Landkarte des Königreichs Sardinien-Piemont im Jahr 1839, links der Landesteil Piemont auf dem Festland, rechts der Landesteil der Insel Sardinien

Zur Unterstützung Lombardo-Venetiens zog die Armee Sardinien-Piemonts unter König Karl Albert in den Krieg gegen Österreich (Erster Italienischer Unabhängigkeitskrieg). Karl Albert setzte sich damit demonstrativ an die Spitze der italienischen Einigungsbewegung. Nach anfänglichen Erfolgen (u. a. bei Goito) unterlagen die piemontesischen und revolutionären Truppen am 25. Juli 1848 denen Österreichs unter Feldmarschall Josef Wenzel Radetzky in der Schlacht bei Custozza. Im darauf folgenden Waffenstillstand kam die Lombardei wieder zu Österreich. Nach einem Aufstand in der Toskana im Februar 1849, der zum Sturz des Großherzogs und Erzherzogs des Hauses Habsburg Leopold II. und zur Ausrufung einer toskanischen Republik führte, brach der Krieg zwischen Sardinien-Piemont und Österreich erneut aus. Am 12. März 1849 erklärte Sardinien-Piemont Österreich den Krieg, weil seine Deputiertenkammer und die Stimmung im Volk eine Fortsetzung des Unabhängigkeitskampfes verlangten. Trotz zahlenmäßiger Überlegenheit unterlagen Karl Alberts Truppen am 23. März 1849 letztlich erneut der österreichischen Armee in der Schlacht bei Novara. Der König dankte noch am Abend desselben Tages zugunsten seines Sohnes Viktor Emanuel II. ab. Dieser schloss am 6. August 1849 in Mailand einen Friedensvertrag mit Österreich. Nach dieser Niederlage und der am 23. August 1849 erfolgten Niederschlagung der Stadtrepublik Venedig, die sich mehr als ein Jahr gehalten hatte, war die italienische Einigungsbewegung in Norditalien vorerst zerschlagen.

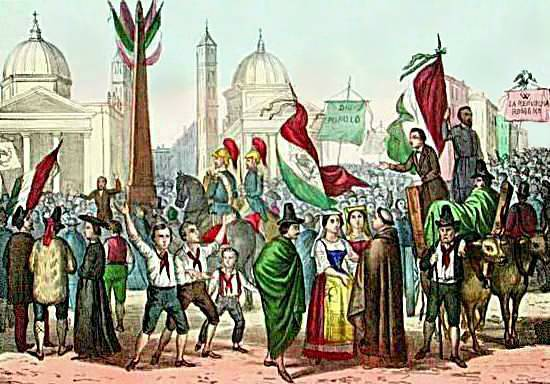
Darstellung der Proklamation der römischen Republik im Februar 1849 in Rom

Auch im Süden Italiens hatte es 1848/1849 republikanisch motivierte Revolutionen gegeben, beispielsweise in Neapel und in Rom. Nachdem Pellegrino Rossi, der Ministerpräsident des Kirchenstaats, einem Mordanschlag zum Opfer gefallen war, floh dessen Dienstherr, der Papst, im November 1848 vor den zunehmenden Unruhen aus Rom nach Gaeta an der Küste Neapel-Siziliens.

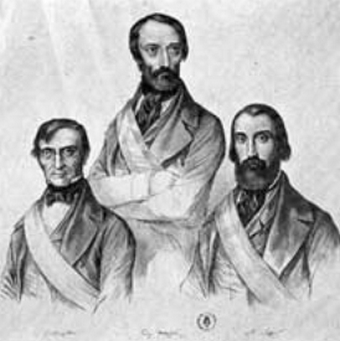
Das Triumvirat der Römischen Republik von 1849, bestehend aus Carlo Armellini, Giuseppe Mazzini und Aurelio Saffi (von links nach rechts)

Darauf wurde am 9. Februar 1849 von den bei der Wahl zur konstituierenden Versammlung am 21. Januar 1849 siegreich hervorgegangenen Anhängern Giuseppe Mazzinis die Republik im Kirchenstaat ausgerufen. Diese stand unter der Führung eines Triumvirats aus Mazzini, Carlo Armellini und Aurelio Saffi. Französische und zu einem kleineren Teil auch spanische Truppen intervenierten Mitte April des Jahres mit dem Ziel, die Herrschaft des Papstes wiederherzustellen. Die römische Revolutionsarmee unter Garibaldi konnte die Franzosen zunächst zurückdrängen. Die Republik musste nach einmonatiger Belagerung schließlich kapitulieren. Garibaldi, Mazzini und andere führende Republikaner setzten sich erneut ins ausländische Exil ab (Mazzini wieder nach London, Garibaldi in die USA). Am 3. Juli 1849 wurde die römische Republik endgültig niedergeschlagen, und ein Exekutivkomitee aus Kardinälen stellte die alten Machtverhältnisse wieder her. Der Papst kehrte 1850 nach Rom zurück und etablierte dort nach Revidierung seiner 1846 eingeführten Reformen ein autoritäres Polizeiregime. Französische Truppen blieben bis 1870 als Schutzmacht in Rom stationiert.

## Entwicklung zum Königreich Italien 1850 bis 1861
Nach der Niederwerfung der Revolutionen von 1848/1849 wurde Turin, die Hauptstadt Sardinien-Piemonts, zunehmend zum Zentrum des Risorgimento. Unter Ministerpräsident Cavour veränderte sich die Strategie. Durch die Erfahrung der Revolution von 1848/1849 war die Überzeugung gereift, dass Italien seine Einheit nicht allein aus eigener Kraft erreichen könne, sondern dass dazu auch Bündnisse mit anderen Staaten notwendig seien. So wurde die internationale Lage mit Hilfe diplomatischer Kanäle genutzt, um den italienischen Nationalstaat – nun stärker unter konservativem Vorzeichen – durchzusetzen. Durch das Scheitern der Revolution war die demokratische Bewegung, die bis dahin lange Zeit prägende Kraft des Risorgimento, nicht nur in Italien, sondern in ganz Europa entscheidend geschwächt worden.
Im Geheimvertrag von Plombières-les-Bains sicherte sich Cavour 1858 die Hilfe des 1852 ausgerufenen zweiten französischen Kaiserreichs unter Kaiser Napoleon III., der seit dem Krimkrieg (1853 bis 1856) nach Prestige strebte. Durch die Annäherung Russlands und Frankreichs nach dem Frieden von Paris 1856 war Österreich in der Folge des Krimkrieges politisch und diplomatisch geschwächt worden. Obwohl französische Truppen seit 1849 für den Kirchenstaat bzw. den Papst in Rom eine wichtige Schutzmacht darstellten, stand Napoleon III. hinter einer Einigung Italiens, um seine eigene Machtstellung in Europa zu stärken. Er sagte Sardinien-Piemont zu, es bei einem Krieg gegen Österreich zur Eroberung Lombardo-Venetiens zu unterstützen. Dafür sollte Sardinien-Piemont Nizza und Savoyen an Frankreich abtreten. Zusätzlich wurde die Allianz durch die Vermählung der Tochter König Viktor Emanuels II. mit dem Prinzen Napoléon, dem Cousin von Napoléon III., besiegelt.

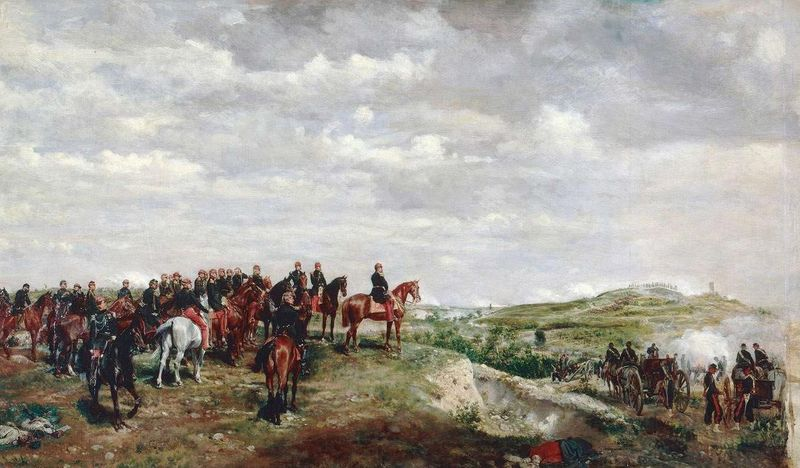
Napoléon III. und sein Stab bei der Beobachtung der Schlacht von Solferino

Im Mai 1859 kam es zum Sardinischen Krieg (Zweiter Italienischer Unabhängigkeitskrieg). Durch geschickte Täuschungsmanöver – Cavour zog Truppen zusammen und warb in der Lombardei um Freiwillige – wurde Österreich zum Einmarsch in Sardinien-Piemont provoziert und stand damit als kriegsauslösende Macht schuldig da. Nach knapp zweimonatigem Kriegsverlauf wurden die österreichischen Truppen bei der Schlacht von Solferino entscheidend geschlagen. Napoleon III. zog sich nach dem Sieg gegen Österreich auf Druck der anderen Großmächte, die kein Interesse an einer italienischen Einigung hatten, durch den geheimen Waffenstillstand mit Österreich vom 11. Juli 1859 in Villafranca aus dem Krieg zurück. So erhielt Sardinien-Piemont nach dem Frieden von Zürich am 10. November 1859 nur die Lombardei, während Venetien noch in habsburgischer Hand verblieb.
Die Pläne der Großmächte, eine Vereinigung ganz Italiens zu verhindern, gingen jedoch nicht auf. Noch während des Krieges hatten in den Herzogtümern Parma und Modena sowie im Großherzogtum Toskana Aufständische die habsburgischen Landesherren gestürzt und die päpstlichen Legaten aus der zum Kirchenstaat gehörenden Romagna vertrieben. Nachdem Sardinien-Piemont Nizza und Savoyen an Frankreich abgetreten hatte, kam es im März 1860, von Napoleon III. gebilligt, in den noch österreichischen Gebieten Oberitaliens zu Volksabstimmungen. In diesen sprachen sich die Bevölkerungen mit überwältigender Mehrheit für den Anschluss an das Königreich Sardinien-Piemont aus.

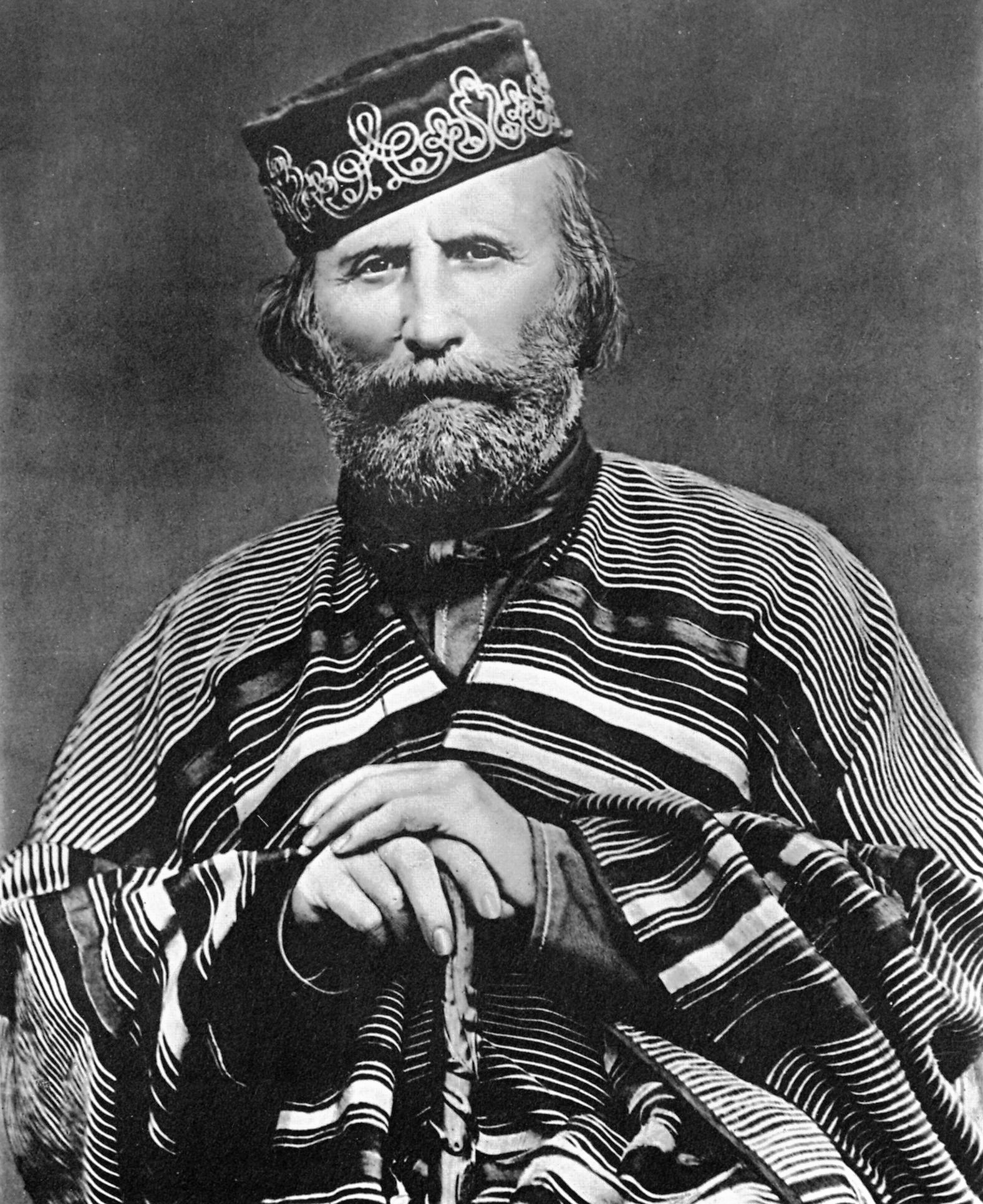
Giuseppe Garibaldi (1807–1882)

Die Preisgabe Nizzas und Savoyens brachte den populären Freiheitskämpfer und späteren Nationalhelden Giuseppe Garibaldi, der 1854 aus seinem fünfjährigen Exil in den USA nach Italien zurückgekehrt war, nun endgültig gegen Cavour und seine liberal-konservative pragmatische Linie auf. Garibaldi hatte – teilweise im Widerspruch zu Mazzini – aus Vernunftgründen im Interesse der italienischen Einigung die Politik Cavours mitgetragen (obwohl er im Grunde Republikaner blieb).

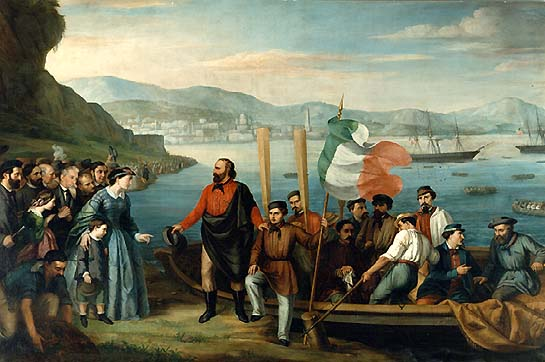
Garibaldi verlässt mit dem Freiwilligenheer der „Rothemden“ den Ort Quarto bei Genua in Richtung Sizilien

Garibaldi landete am 11. Mai 1860 – zunächst noch mit Unterstützung Cavours – mit einer 1067 Mann starken Truppe aus Freiwilligen, deren Unternehmung als Zug der Tausend („Spedizione dei Mille“) bezeichnet wird, auf Sizilien, wo er sich selbst zum Diktator ernannte. In der Schlacht von Calatafimi schlug seine Armee die Truppen des Königs von Neapel. Ein Volksaufstand wirkte sich bei der Eroberung von Palermo durch Garibaldis Freischar unterstützend aus. Im Anschluss an die Siege auf der Insel befreite seine Armee, der sich während ihres Vormarsches viele einheimische Aufständische aus den unterprivilegierten Schichten der Kleinbauern und Landarbeiter anschlossen, ab dem 20. August 1860 den Rest des Königreichs beider Sizilien von der Herrschaft der spanischen Bourbonen. Am 7. September 1860, nach der Flucht des letzten Bourbonenkönigs Franz II., nahm Garibaldi mit seinen Truppen, den sogenannten Rothemden, die Hauptstadt Neapel ein.

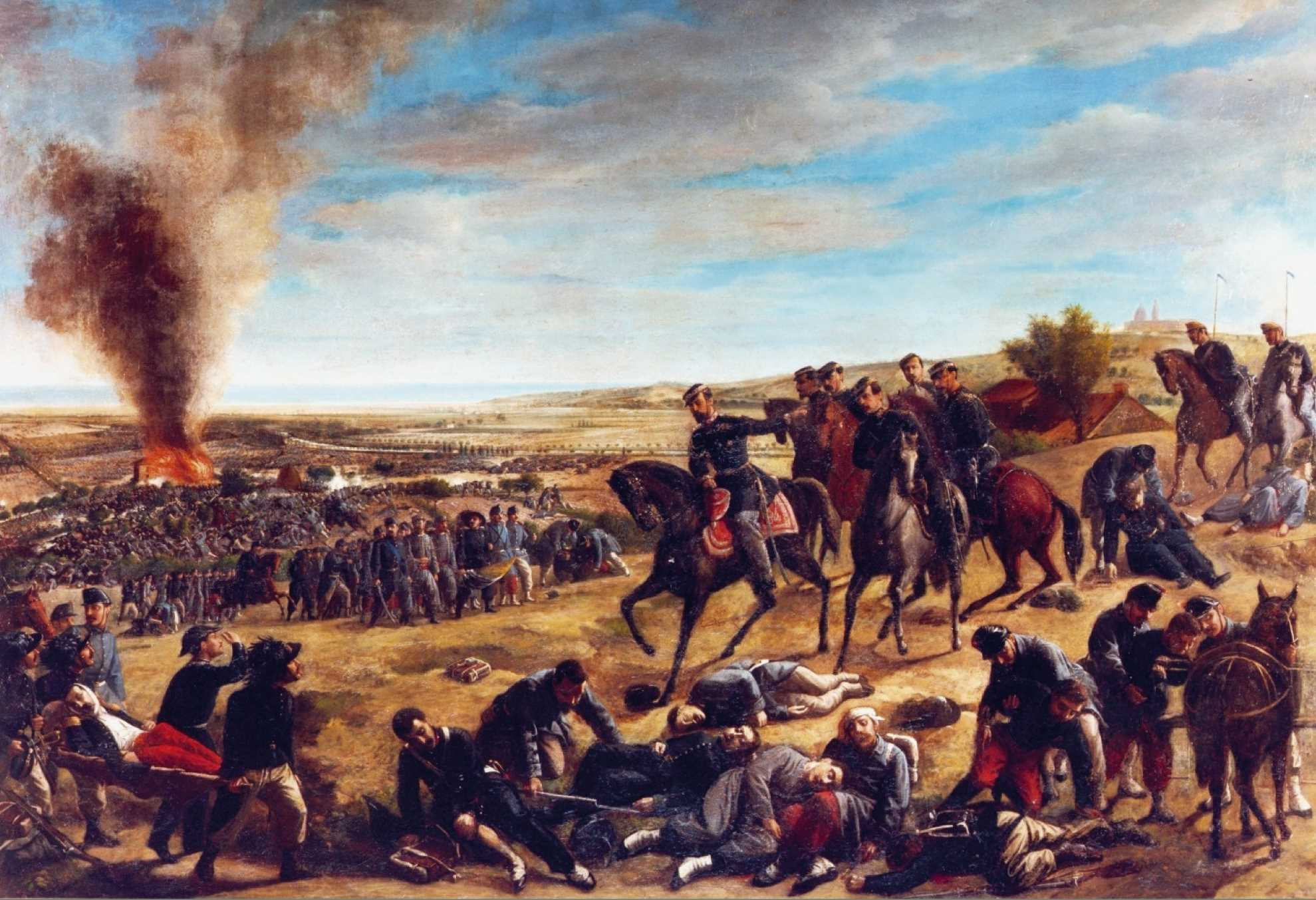
Die Schlacht bei Castelfidardo aus der Perspektive des Feldherrnhügels

Der Erfolg Garibaldis gefährdete die Führungsrolle Sardinien-Piemonts bei der Einigung Italiens. In den liberal-konservativen Kreisen um Cavour befürchtete man eine neapolitanische Republik und, ähnlich wie bei der Niederschlagung der Römischen Republik von 1849, neue ausländische Interventionen, falls Garibaldi bis nach Rom vordringen sollte. Graf Cavour vereinbarte mit Napoleon III. dessen Billigung der Eroberung der zum Kirchenstaat gehörenden Marken und Umbriens, um Garibaldi zuvorzukommen. Im September 1860 rückten piemontesische Truppen in den Provinzen des Kirchenstaats ein. In der Schlacht von Castelfidardo in der Nähe von Ancona unterlag die päpstliche Armee; der unter französischem Schutz stehende restliche Kirchenstaat mit Latium und seiner Hauptstadt Rom blieb unangetastet. Nach diesem Sieg stießen die unter dem Befehl von König Viktor Emanuel II. stehenden piemontesischen Truppen weiter nach Süden vor, bis sie sich mit der Freischärlerarmee Garibaldis vereinigten.

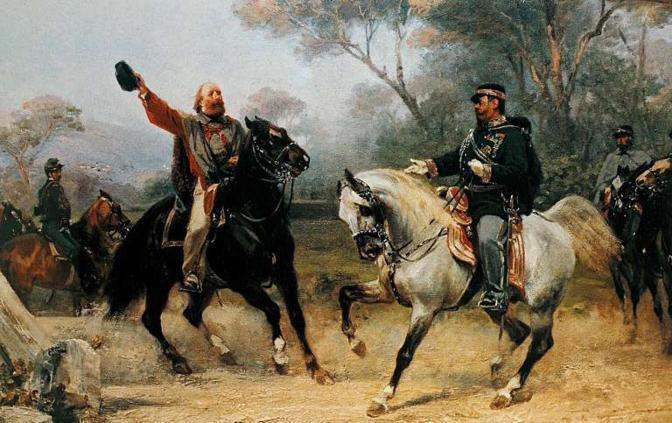
Garibaldi (links) trifft am 26. Oktober 1860 bei Teano auf Viktor Emanuel II. (rechts)

Garibaldi trat von seinem Machtanspruch zurück, nachdem sich die Bevölkerung beider Sizilien, wie schon diejenige Norditaliens im März desselben Jahres, bei einem Plebiszit am 21. Oktober 1860 mit überwältigender Mehrheit für den Anschluss ans Königreich Sardinien-Piemont ausgesprochen hatte. Am 26. Oktober 1860 fand in Teano bei Neapel das legendäre Treffen zwischen Viktor Emanuel II. und Garibaldi statt, bei dem letzterer den piemontesischen Monarchen als „König von Italien“ begrüßte. Im März 1861 wurde schließlich in Turin die neue italienische Monarchie unter König Viktor Emanuel ausgerufen. Camillo Benso Graf von Cavour wurde erster Ministerpräsident Italiens, als der er bis zu seinem Tod am 6. Juni 1861 noch knapp drei Monate im Amt blieb. Vorläufiger Regierungssitz wurde die bisherige sardinisch-piemontesische Hauptstadt Turin. 1864 wechselte dieser Status gemäß der Septemberkonvention nach Florenz, der Hauptstadt der Toskana.
Das neue Italien wurde letztlich „von oben“ durchgesetzt, auch wenn die vorhergehenden Revolutionen vom Volk getragen worden waren. Die Hoffnungen der Republikaner auf eine verfassunggebende Nationalversammlung erfüllten sich nicht. Schrittweise wurde die sardinisch-piemontesische Verfassung von 1848 auf Italien übertragen, mit der eine konstitutionelle Monarchie festgelegt wurde. Die politische Repräsentation war wegen eines hohen Zensuswahlrechts mit nur 1,9 % wahlberechtigter Bevölkerung auf eine kleine konservativ-liberale Oberschicht beschränkt. Das Wahlrecht wurde später zwar ausgeweitet, blieb aber dennoch nur einer Minderheit vorbehalten. Es sollte bis 1912 dauern, bis ein nahezu allgemeines (Männer-)Wahlrecht in Italien eingeführt wurde. Die fortschrittlichen liberalen Parlamentarier Marco Minghetti und Luigi Carlo Farini scheiterten mit ihrem Plan, autonome Regionen zur Basis des neuen Italien zu machen. Unter Bettino Ricasoli, dem Nachfolger Cavours, erhielt Italien eine zentralistische Verwaltung und wurde ähnlich wie Frankreich in Provinzen gegliedert.
Die europäischen Großmächte Frankreich, Preußen (Friedrich Wilhelm IV.) und Großbritannien (Victoria) erkannten den neuen Staat Italien an. Protest gegen die diplomatische Anerkennung kam von Österreich und dem Kirchenstaat, die zu Recht weitere Ansprüche Italiens auf ihre Hoheitsgebiete bzw. Teile davon befürchteten. Vorerst noch nicht zu Italien gehörten Venetien im Nordosten, das weiterhin unter der habsburgischen Herrschaft Österreichs stand (bis 1866), sowie der Restkirchenstaat mit Rom, in dem (bis 1870) französische Schutztruppen stationiert waren.

## Vollendung der Einheit Italiens bis 1870

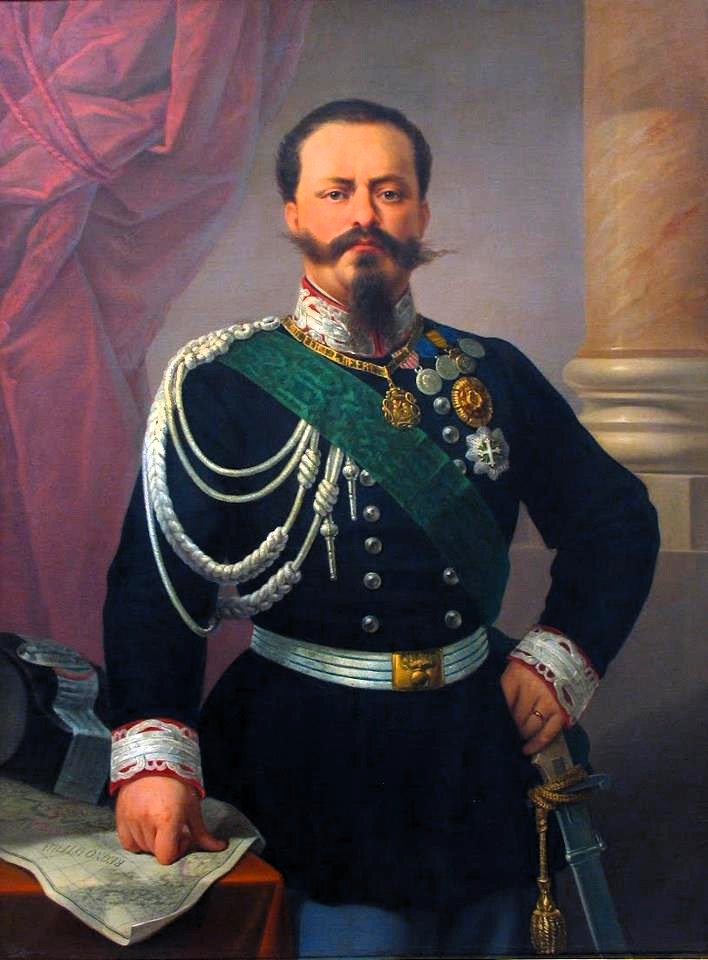
Viktor Emanuel II. (1820–1878), König von Sardinien-Piemont und erster König des italienischen Nationalstaats

Flagge des Königreichs Italien (1861–1946) → vgl. auch Flagge Italiens

Königreich Italien in den Jahren 1860–1866
Savoyen und Nizza, 1860 an Frankreich abgetreten
Venetien (unter österreich. Herrschaft)
Kirchenstaat

Königreich Italien in den Jahren 1866–1870
Kirchenstaat (unter französischem Schutz)

Unter dem Eindruck der Zuspitzung des preußisch-österreichischen Konflikts schloss Italien am 8. April 1866 ein Bündnis mit Preußen. Ziel war es, Österreich zu schwächen und Venetien an Italien anzuschließen. Wenige Tage nach Beginn des Deutschen Krieges zwischen Preußen und Österreich am 14. Juni 1866 erklärte auch Italien Österreich den Krieg (Dritter Italienischer Unabhängigkeitskrieg). Österreich seinerseits hatte in einem Geheimvertrag am 12. Juni Venetien Frankreich versprochen.
Obwohl Österreich in den Schlachten in Italien (Schlacht bei Custoza am 24. Juni 1866, Seeschlacht von Lissa am 20. Juli 1866) siegte, verlor das Kaiserreich unter Franz Joseph I. den Krieg gegen Preußen in der Entscheidungsschlacht bei Königgrätz am 3. Juli 1866. Diese Niederlage hatte zur Folge, dass Venetien an Frankreich abgetreten wurde. Österreich hätte seine Herrschaft über Oberitalien auch im Falle des Sieges über Preußen aufgeben müssen, denn dann sollten diese Gebiete laut einem französisch-österreichischen Geheimabkommen vom 12. Juni 1866 an Frankreich fallen. Die Herauslösung des lombardo-venetianischen Königreichs aus der österreichischen Monarchie wurde im Vorfrieden von Nikolsburg vom 26. Juli 1866 vereinbart und mit dem Prager Frieden vom 23. August 1866 verbindlich. Frankreich reichte diese Territorien an das Königreich Italien weiter. Italienische Truppen konnten kampflos in Venetien einmarschieren. Im Wiener Frieden zwischen Italien und Österreich vom 3. Oktober 1866 wurde Venetien als italienischer Besitz bestätigt; am 19. Oktober 1866 wurde es formell annektiert. Gleichwohl blieben nach 1866 einige von Italien beanspruchte Gebiete in österreichischer Hand: die Terre irredente („unerlösten Gebiete“). Sie fielen nach dem Ersten Weltkrieg an Italien.

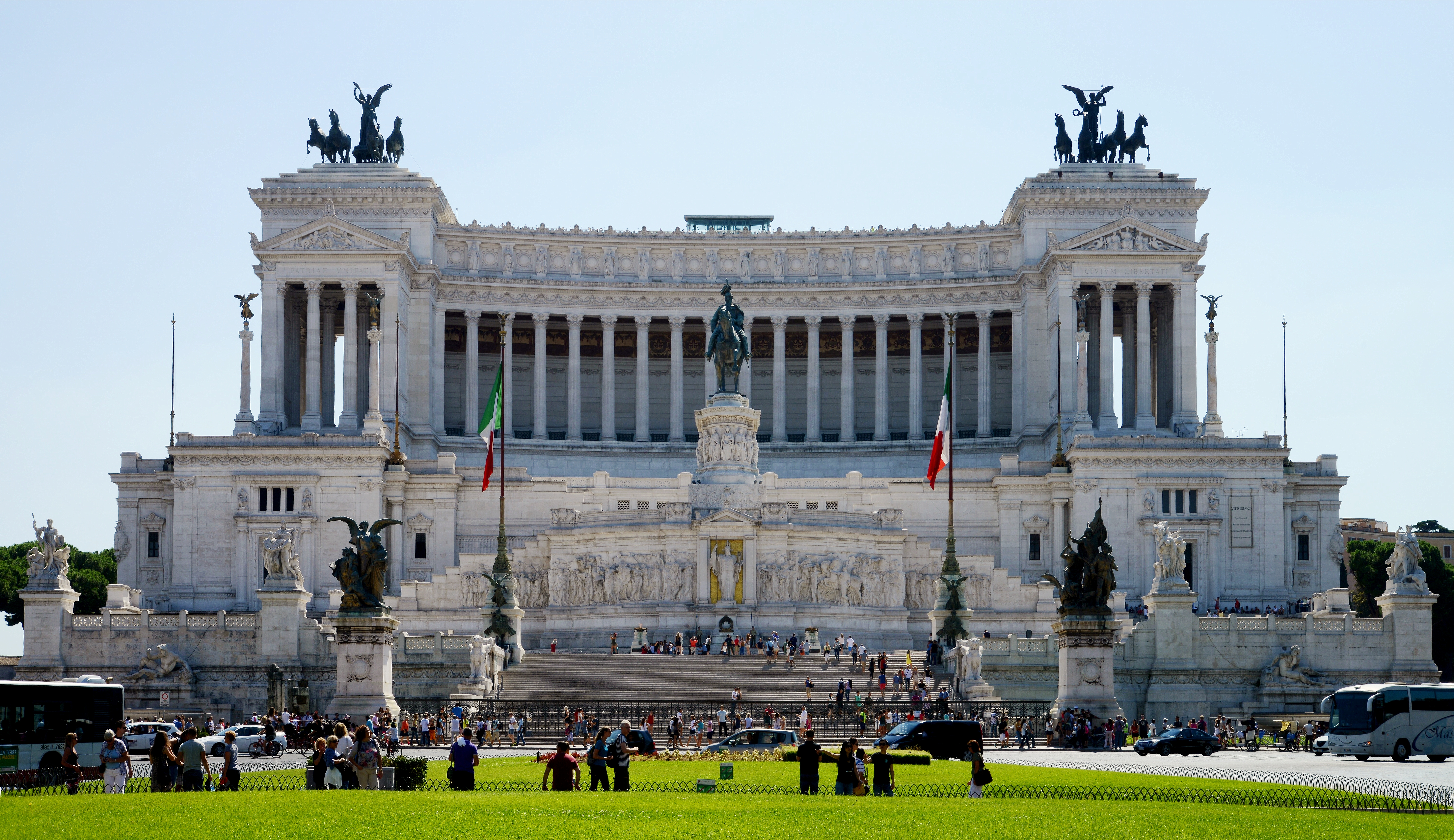
Nationaldenkmal Il Vittoriano in Rom

Auch der restliche Kirchenstaat unter Papst Pius IX. blieb ein Konfliktherd. Schon in den 1830er Jahren war die Forderung nach einer weltlichen Herrschaft vertreten worden. Rom wurde von den italienischen Nationalisten als natürliche Hauptstadt Italiens angesehen. Im Oktober 1867 versuchte Garibaldi, der nach seinem vorübergehenden Rückzug von der Politik wieder auf die aktive politisch-kämpferische „Bühne“ zurückgekehrt war, mit einigen Freischaren, Rom erneut einzunehmen. Seine Einheiten wurden jedoch am 3. November 1867 von französischen und päpstlichen Truppen bei Mentana besiegt. Bereits 1862 war ihm ein erster Versuch am Aspromonte misslungen.
Der Ausbruch des Krieges zwischen Frankreich und Preußen am 19. Juli 1870 kam Italien in der Frage des Kirchenstaates gelegen. Als Frankreich wegen des Krieges seine Schutztruppen aus Rom abzog, eroberten italienische Truppen ab dem 11. September 1870 den Kirchenstaat, ohne auf nennenswerten Widerstand zu stoßen. Am 20. September 1870 wurde Rom eingenommen (sog. „Breccia di Porta Pia“).
Eine Volksabstimmung – die vorerst letzte von insgesamt zehn entsprechenden Plebisziten in den einzelnen Regionen Italiens im Verlauf von zehn Jahren, deren Abstimmungsmodus allerdings weder frei noch fair war – ergab eine breite Zustimmung für die Vereinigung des Kirchenstaats mit Italien. Die Vereinigung wurde am 6. Oktober 1870 durch königliches Dekret proklamiert. Damit war die Einigung Italiens und mit ihr das Ziel des Risorgimento vollendet. 1871 wurde die italienische Hauptstadt von Florenz nach Rom verlegt. Auch die meisten ausländischen Staaten verlegten ihre Gesandtschaften nach Rom, womit sie stillschweigend das Ende der weltlichen Herrschaft des Papsttums anerkannten.
Die Volksabstimmungen in den Jahren 1860 bis 1870 über den Anschluss an Sardinien-Piemont bzw. Italien in den einzelnen Regionen hatten ergeben:
| Gebiet          | Ja        | Nein   | Datum                |
| --------------- | --------- | ------ | -------------------- |
| Toskana         | 366.571   | 14.925 | 11./12. März 1860    |
| Emilia          | 426.006   | 756    | 11./12. März 1860    |
| Nizza           | 25.743    | 160    | 15. April 1860       |
| Savoyen         | 130.533   | 237    | 22. April 1860       |
| Neapel          | 1.302.064 | 10.312 | 21. Oktober 1860     |
| Sizilien        | 432.053   | 667    | 21. Oktober 1860     |
| Marken          | 133.807   | 1.212  | 4./5. November 1860  |
| Umbrien         | 97.040    | 380    | 4./5. November 1860  |
| Venedig, Mantua | 647.246   | 69     | 21./22. Oktober 1866 |
| Rom, Provinzen  | 133.681   | 1.507  | 2. Oktober 1870      |

## Weitere Entwicklung nach 1870

### Römische Frage, Kirchenkonflikt
Der Papst hatte seinen Sitz weiterhin im Vatikan. In den sogenannten Garantiegesetzen vom Mai 1871 wurde seine Stellung in der italienischen Hauptstadt geregelt, wenn auch zunächst nur einseitig von der italienischen Regierung ausgehend. Demnach verblieben der Vatikan, der Lateran und die päpstliche Sommerresidenz in Castel Gandolfo unter der Hoheit des Papstes, der in diesen Bereichen bis in die Gegenwart als staatlicher Souverän gilt.

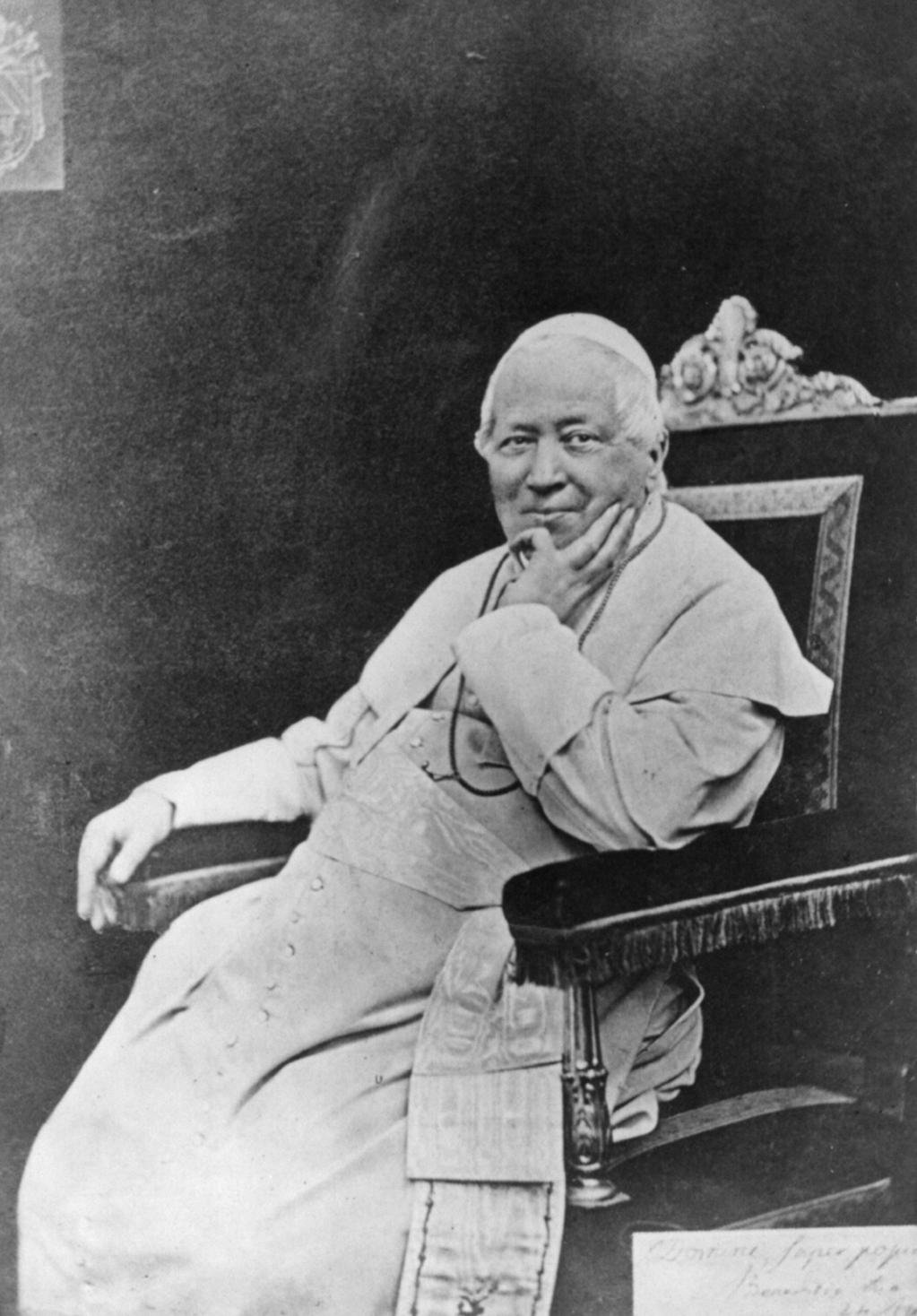
Papst Pius IX. (1792–1878)

Pius IX. (Papst von 1846 bis 1878) und seine unmittelbaren Nachfolger Leo XIII. und Pius X. erkannten jedoch weder die gesetzlichen Regelungen für den Vatikan noch das neue Italien an und lehnten jede offizielle diplomatische Zusammenarbeit mit den neuen Machthabern ab. Der Streit um den Status der katholischen Kirche und die zunächst nicht formell geregelte eigenstaatliche Unabhängigkeit des Vatikans blieb auch nach der Vollendung der italienischen Einheit ein noch lange schwelender Konflikt (sogenannte Römische Frage). Pius IX. betrachtete sich selbst als „Gefangener im Vatikan“. Die Urheber und Teilnehmer an der Einnahme des Kirchenstaates belegte er mit dem Kirchenbann. Bereits 1864 hatte er in der Enzyklika Quanta Cura bzw. dem daran angefügten Syllabus errorum grundlegende Prinzipien des politischen Liberalismus verurteilt. Dies hatte den Konflikt zwischen der römisch-katholischen Kirche und den Säkularisierungsbestrebungen des Liberalismus zugespitzt und nahm in den folgenden zwei Jahrzehnten europaweite Dimensionen an. Das Pontifikat von Pius X. (Papst von 1903 bis 1914) gilt als Hochphase des Antimodernismus. In vielen Landeskirchen herrschte auch Ultramontanismus (sinngemäß übersetzt Papsthörigkeit; vgl. auch Kulturkampf in Deutschland).
In der päpstlichen Bulle Non expedit vom 10. September 1874 verbot Pius IX. italienischen Katholiken die aktive und auch passive Teilnahme an demokratischen Wahlen in Italien. Seine Forderung nach Wiederherstellung der weltlichen Macht des Papsttums blieb jedoch erfolglos – trotz der weiterhin bestehenden, seit der Verkündung der päpstlichen „Unfehlbarkeit“ nach dem ersten vatikanischen Konzil am 18. Juli 1870 verstärkten, kirchlichen Vormachtstellung mit weltweitem auch politischem Einfluss. Breite katholische Schichten blieben durch die Einnahme Roms entfremdet. Erst mit den 1929 geschlossenen Lateranverträgen zwischen Papst Pius XI. und der ab Oktober 1922 faschistischen italienischen Regierung unter Benito Mussolini, in denen der Heilige Stuhl Rom als Hauptstadt Italiens und Sitz der italienischen Regierung anerkannte, wurde die politische und staatliche Souveränität des Vatikans durch Italien garantiert.

### Nord-Süd-Konflikt, Arbeiterbewegung
Im sozialen und wirtschaftlichen Bereich dauert der Konflikt zwischen dem reicheren industrialisierten Norden Italiens und dem landwirtschaftlich geprägten armen Süden des Landes (Mezzogiorno) an – bis hin zu den separatistischen Bestrebungen der politisch rechtspopulistischen norditalienischen Lega Nord von Umberto Bossi am Wechsel vom 20. zum 21. Jahrhundert.
Nach der Ausrufung des Königreichs Italien 1861 wurde die Hoffnung der süditalienischen Kleinbauern und Landarbeiter auf eine Umverteilung des Großgrundbesitzes enttäuscht. Indirekte Steuern verstärkten ihre Armut noch. Der nach der Staatsgründung eingeführte Freihandel zwischen den italienischen Regionen bewirkte einen Konkurrenzdruck, dem der Süden nicht standhalten konnte, und der die wirtschaftliche Weiterentwicklung der Region nachhaltig behinderte. Das Ausbleiben sozialpolitischer Veränderungen machte die noch junge italienische Arbeiterbewegung, die bis dahin von Giuseppe Mazzini, dem radikaldemokratischen Vordenker des Risorgimento, beeinflusst war, zunehmend unzufriedener mit der politischen Praxis der italienischen Monarchie. Mazzini selbst agierte den größten Teil seiner politisch aktiven Zeit aus dem Exil heraus. Er stand als entschiedener Vertreter einer republikanischen Demokratie im intellektuellen Konflikt zwischen Republikanismus und Sozialismus nicht nur in italienischer, sondern auch in gesamteuropäischer Hinsicht Anfang der 1870er Jahre – zum Ende seines Lebens – zunehmend isoliert zwischen den progressiven Polen der ideologischen Auseinandersetzungen dieser Zeit.

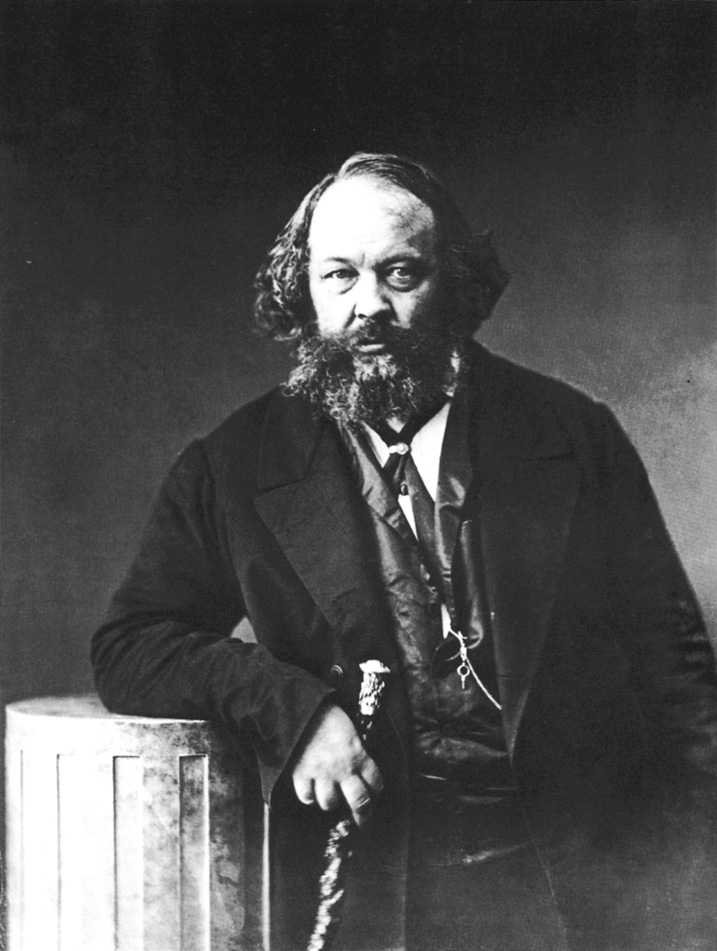
Michail Bakunin (1815–1876) während seiner Zeit in Italien

Unter dem seit Mitte der 1860er Jahre erstarkten Einfluss des russischen Anarchisten Michail Bakunin wandte sich – ausgehend von Süditalien, wo Bakunin die Gruppierung „Fraternité Internationale“ (Internationale Brüderlichkeit) gegründet hatte – ein Teil der vormaligen Mazzini-Anhänger, zu dem zeitweilig auch Giuseppe Garibaldi gehörte, dem grundsätzlich staatsablehnenden und sozialrevolutionären Anarchismus zu. Dieser dominierte – spätestens nach der 1872 erfolgten, in Marxisten und Bakuninisten aufgeteilten Spaltung der Internationalen Arbeiterassoziation (vgl. auch Internationale) – stärker als in Nord- und Mitteleuropa die sozialistische Arbeiterbewegung in Italien bis zum beginnenden 20. Jahrhundert. Die anarchistische Bewegung bekämpfte – nach Bakunins Tod unter dem prägenden Einfluss des Aktivisten Errico Malatesta – den italienischen Staat umso mehr, als nach dem Abflauen der nationalen Begeisterung in der Folge der Staatsgründung die ökonomischen und inneren politischen Widersprüche im italienischen Staatswesen deutlicher wurden. Eine vom Marxismus beeinflusste sozialistische Partei, die Partito Socialista Italiano, in der gleichwohl von einigen Anarchisten vertretene syndikalistische Einflüsse zunächst einen starken Flügel bildeten, wurde erst im Jahr 1892 gegründet. Dies, nachdem in Norditalien die Industrialisierung vorangeschritten war und sich dort ein politisch relevantes – vor allem städtisches – Industrieproletariat gebildet hatte.

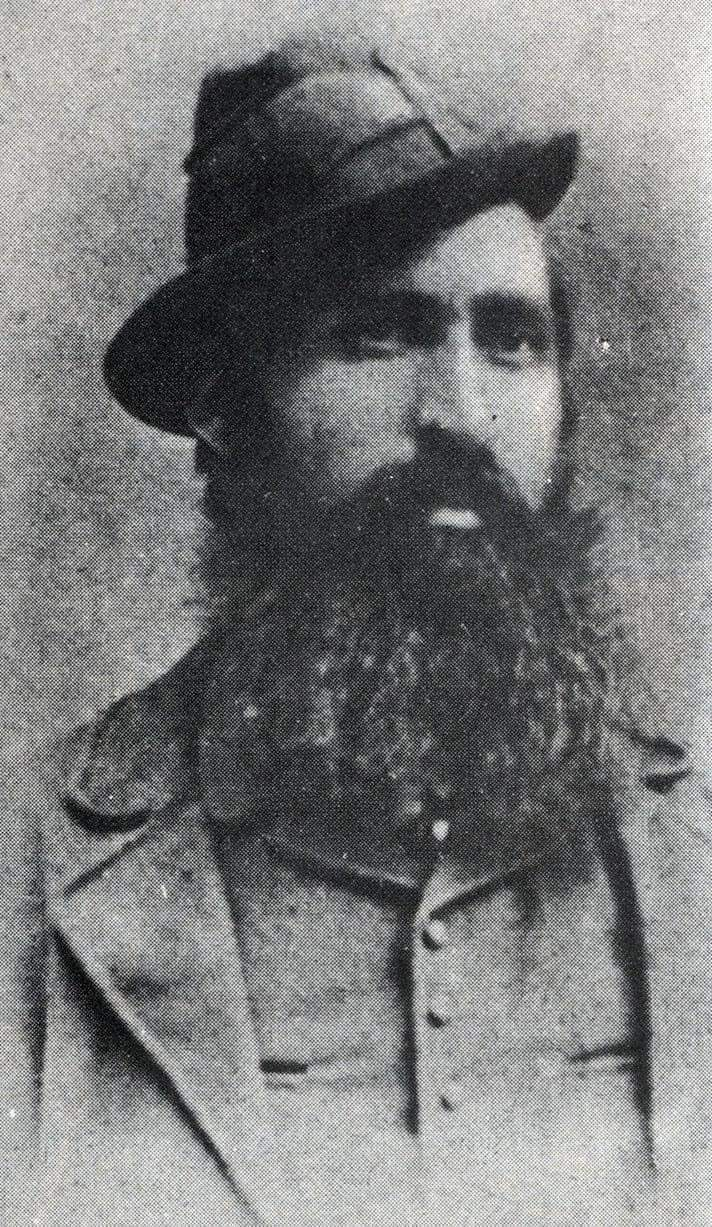
Carmine Crocco (1830–1905), legendärer Anführer der briganti

Der Süden Italiens blieb infolge der sozialen Not lange Zeit ein schwelender Unruheherd. Die Fasci siciliani, eine sozialistisch orientierte Volksbewegung in Sizilien, wurden 1891 gegründet und 1894 nach harten militärischen Einsätzen unter der Führung von Ministerpräsident Crispi niedergeschlagen. Zudem bestand ein ausgeprägtes, oftmals gegen die Großgrundbesitzer vorgehendes Banditenwesen (Brigantentum), das von den inzwischen entmachteten spanischen Bourbonen unterstützt wurde, und das auch nach der Staatsgründung Italiens große Teile der italienischen Armee innenpolitisch band. Ein legendärer Anführer der sozialrevolutionär orientierten Briganti, denen sich ab den 1860er Jahren zunehmend verarmte Bauern und Landarbeiter angeschlossen hatten, war Carmine Crocco (eine Art italienischer Robin Hood). Er kontrollierte zeitweilig über 40 Banden, die als Guerillaeinheiten auch Giuseppe Garibaldis Freischärler unterstützt hatten.
Die zunehmende Verarmung Süditaliens führte zudem zu einer lange andauernden Abwanderung großer Bevölkerungsteile in den Norden Italiens und zu einer verstärkten wirtschaftlich motivierten Emigration, oftmals in die USA oder nach Südamerika.

### Irredentismus, Imperialismus, rechte Bewegungen

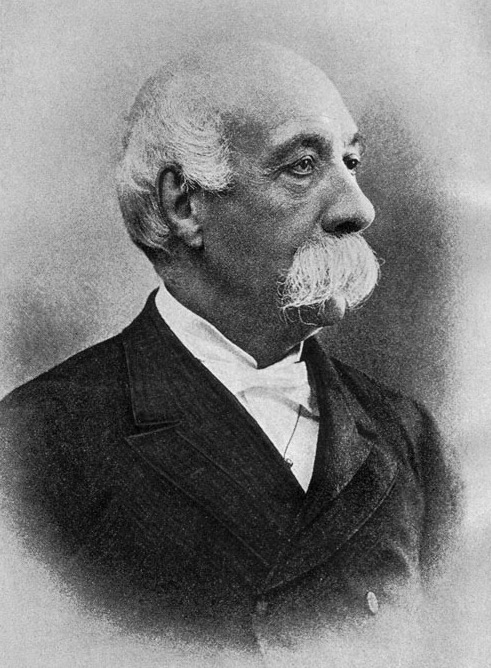
Francesco Crispi (1819–1901), Porträt etwa 1893

1877 gründete Matteo Renato Imbriani-Poerio die Organisation Italia Irredenta („Unerlöstes Italien“). Sie forderte den Anschluss des Trentino, von Triest, Friaul und Istrien an Italien. Diese Vereinigung fand rasch Verbreitung in vor allem rechtsnationalistischen Kreisen, die unter König Umberto I. ab 1878 stärker wurden. Unter seiner Herrschaft, insbesondere während der Regierungszeit des autoritären Ministerpräsidenten Francesco Crispi zwischen 1887 und 1896, entwickelte sich Italien zu einem imperialistischen Staat, der seinen Einflussbereich auf Ostafrika ausdehnte und 1890 die Kolonie Eritrea konstituierte. Beim Versuch, das Einflussgebiet in Afrika nach Südosten auszudehnen, agierte Italien im Kolonialkrieg von 1895/96 erfolglos und unterlag den Truppen Kaiser Meneliks II. von Äthiopien in der Schlacht von Adua, worauf Crispi zurücktreten musste. Eritrea selbst blieb jedoch bis 1941 unter italienischer Hoheit.
Bedingt durch die ausbleibenden Erfolge in Ostafrika erneuerte Italien Anfang des 20. Jahrhunderts, nach der Ermordung König Umbertos I. durch einen anarchistischen Attentäter (1900) nunmehr unter der Regentschaft von Viktor Emanuel III., seine Interessengemeinschaft mit Frankreich durch verschiedene Geheimabkommen. Dadurch geriet das libysche, damals unter osmanischer Herrschaft stehende Tripolis ins Einflussgebiet Italiens, während Marokko Frankreich überlassen wurde. 1911 annektierte Italien Tripolis und die Cyrenaica. Diese Besetzung führte zum Konflikt mit dem Osmanischen Reich und zum Italienisch-Türkischen Krieg von 1911/12, in dessen Folge Italien einige Mittelmeerinseln, darunter Rhodos in der Ägäis, hinzugewann.

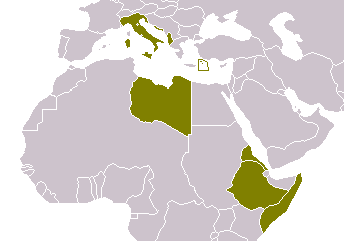
Das Königreich Italien und seine Kolonien (bis 1940)

1910 wurde mit der Associazione Nazionalista Italiana eine rechtsextrem-nationalistische Partei gegründet, die bis 1923 in der faschistischen Organisation Benito Mussolinis aufging. Im Zuge der Hochindustrialisierung Norditaliens im Vorfeld des Ersten Weltkriegs versuchte diese Partei, die zunehmenden sozialen Gegensätze durch nationalistische Parolen aufzufangen, forderte eine expansionistische Außenpolitik im Sinne des Imperialismus und erneuerte die Vorstellungen der Irredentisten. Dabei wurde sie insbesondere von der Großindustrie unterstützt.

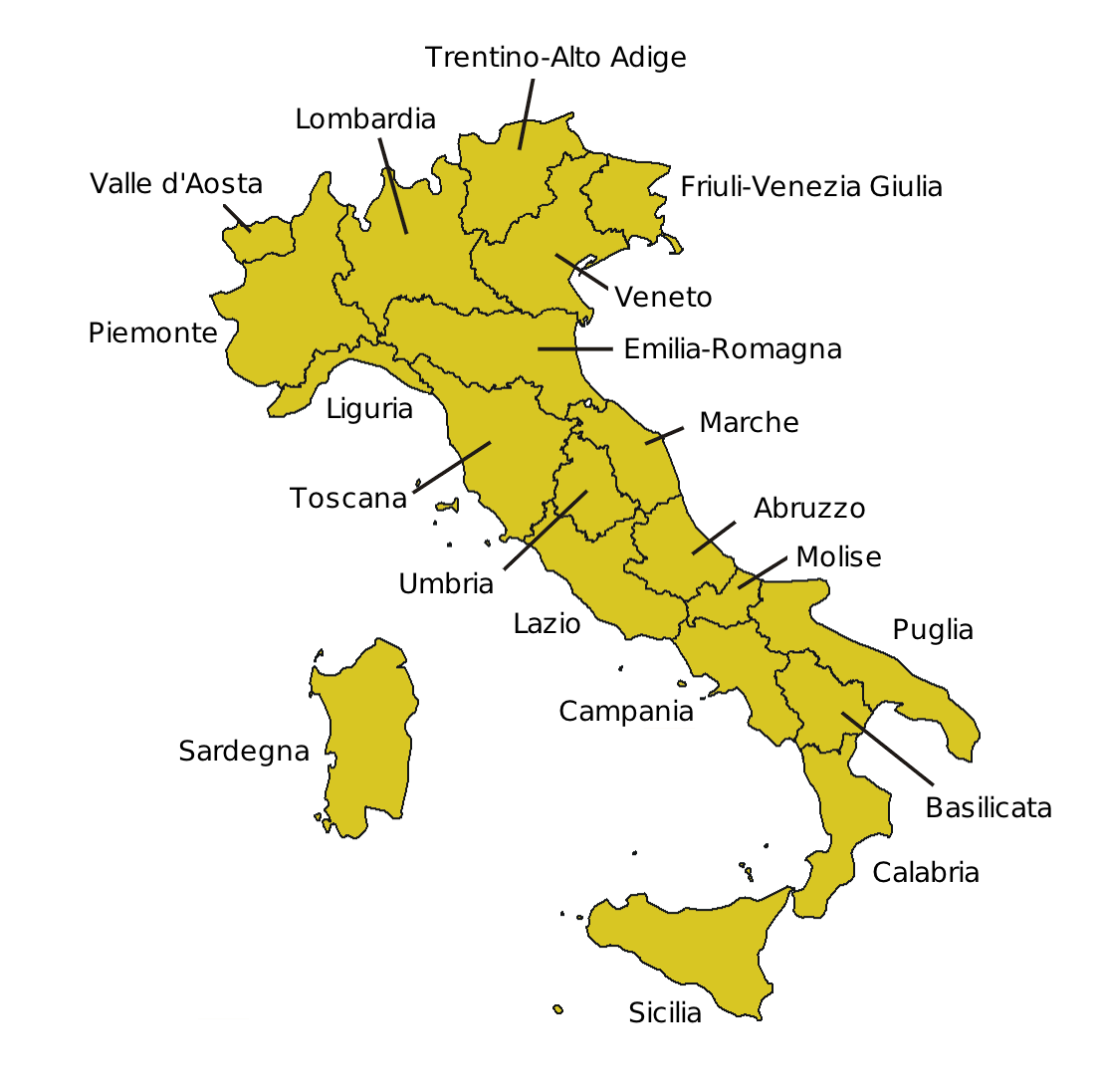
Regionen im heutigen Italien

Die meisten der noch zu Österreich-Ungarn gehörenden italienischsprachigen Gebiete Norditaliens (das Trentino und die größtenteils von Kroaten bewohnten Regionen Dalmatien und Istrien), die so genannten terre irredente, fielen erst nach Österreichs Niederlage im Ersten Weltkrieg durch den Vertrag von Saint-Germain vom 10. September 1919 an Italien, ebenso das vor allem deutschsprachige Südtirol. Diese Gebiete waren Italien bereits 1915 bei den Geheimverhandlungen zwischen Frankreich, Großbritannien, Russland und Italien, die zum Londoner Vertrag geführt hatten, zugesprochen worden. Gemäß den Bedingungen dieses Vertrags war Italien darauf aus dem Dreibund mit Österreich, Deutschland und Rumänien ausgetreten und hatte an der Seite der Entente am 23. Mai 1915 Österreich-Ungarn den Krieg erklärt.
Um die demografische Struktur zugunsten der italienischsprachigen Bevölkerungsgruppe zu verändern, wurden ab 1922, nach der Machtergreifung der Faschisten unter Benito Mussolini, verstärkt Italiener angesiedelt und die bis dahin regional vorherrschenden einheimischen Sprachen (Deutsch in Südtirol, Kroatisch und Slowenisch in Istrien, Kroatisch in Dalmatien) sowie die jeweiligen kulturellen Eigenheiten teils massiv unterdrückt (vgl. Italianisierung).

## Kulturelle Aspekte

Verteilung der in Italien gesprochenen Sprachen und Dialekte

Ein die ganze Epoche des Risorgimento durchziehendes Problem der italienischen Nationalstaatsbildung waren kulturelle Differenzen zwischen den verschiedenen Regionen der Apenninhalbinsel, die nicht zuletzt im Fehlen einer einheitlichen Sprache begründet waren. Zur Zeit der Staatsgründung in den 1860er Jahren war das Land sprachlich zersplittert. In den verschiedenen Regionen wurden sehr unterschiedliche Dialekte (bzw. je nach Definition eigenständige Sprachen) gesprochen, die eine überregionale Verständigung und damit auch ein Nationalbewusstsein auf kultureller Grundlage erschwerten. Die italienische Schriftsprache wurde lediglich von etwa 2 bis 2,5 % der Bevölkerung auch in ihrer gesprochenen Form beherrscht und war wesentlich in den gebildeten Kreisen des privilegierten Bürgertums verbreitet. Die Mehrheit der Bevölkerung bediente sich verschiedener Dialekte, die sich von der Schriftsprache mehr oder weniger stark unterschieden. Im Übrigen waren von den damals etwa 25 Millionen Italienern zwischen 74 und 78 % Analphabeten.
Zur Herausbildung einer nationalen Identität wurde vor allem von den liberal-konservativen Kreisen (der „historischen Rechten“), die bedingt durch das eingeschränkte Zensuswahlrecht zwischen 1861 und 1876 die parlamentarische Mehrheit bildeten, eine gemeinsame Sprache aller Staatsangehörigen als Voraussetzung erachtet. Nach diesen Vorstellungen sollte die italienische Sprache auf Grundlage der seit dem 16. Jahrhundert in der florentinischen Accademia della Crusca entwickelten Einheitssprache nicht nur Amts-, sondern auch Volkssprache sein. Charakteristisch für einen solchen Anspruch war der programmatisch-pathetische Ausruf des konservativen Politikers Massimo d’Azeglio bei der ersten Sitzung des gesamtitalienischen Parlaments im Jahr 1861:
„Wir haben Italien geschaffen, jetzt müssen wir Italiener schaffen!“

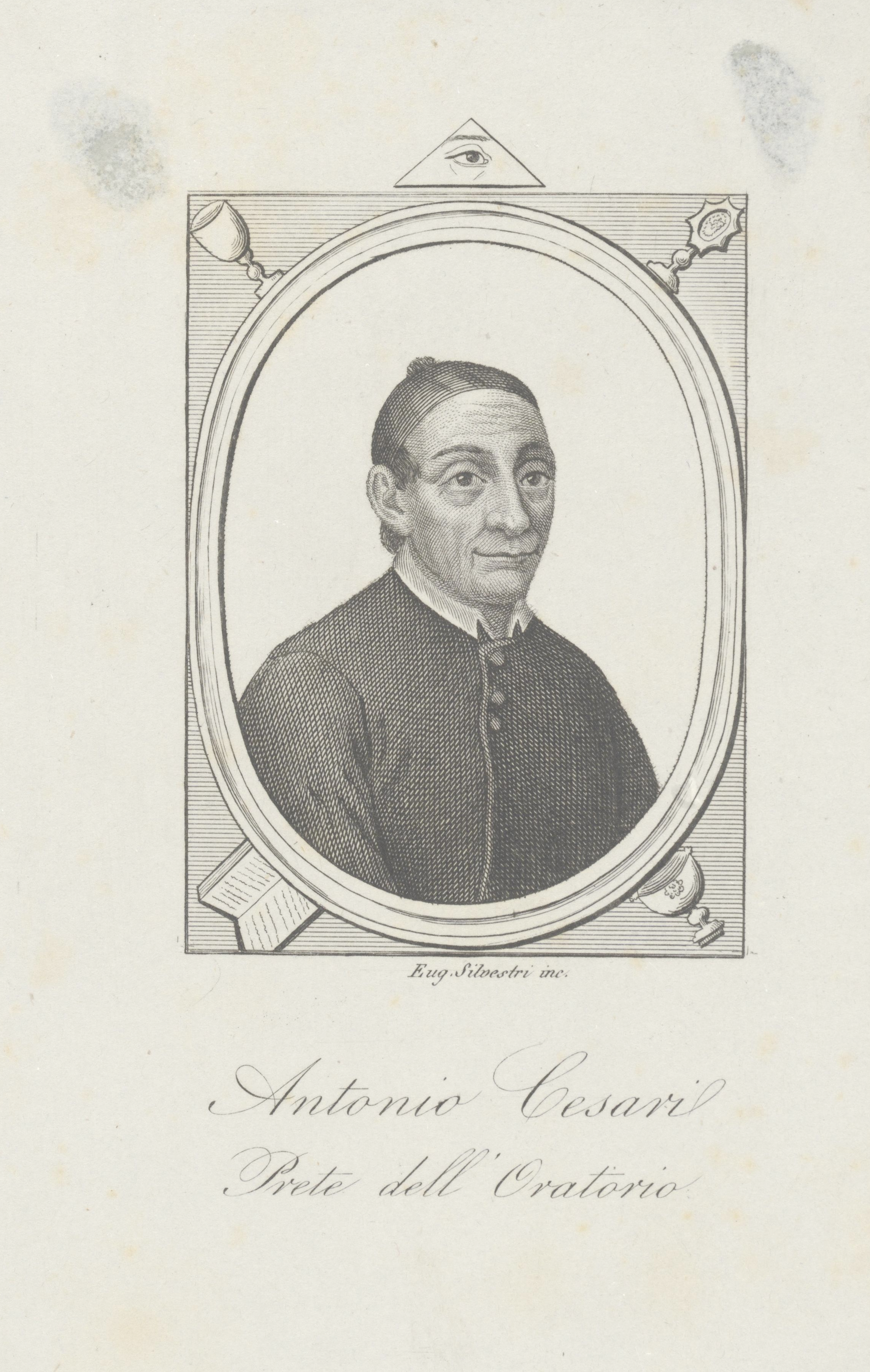
Antonio Cesari (1760–1828)

Italienisch war im Grunde eine Bildungssprache, die sich wie alle romanischen Sprachen aus dem Lateinischen entwickelt hatte und das erste Mal von Dante Alighieri zu Beginn des 14. Jahrhunderts als Volgare Illustre in der Literatur zum Ausdruck gebracht wurde. In späteren Jahrhunderten wurde sie von anderen Literaten weiter entwickelt und bildete sich in Florenz, der Hauptstadt der Toskana, besonders stark aus. Bei den Dichtern des Risorgimento, vor allem bei Antonio Cesari, einem Vertreter des literarischen Purismo („Reinheit“), nahmen Alighieri und dessen Schüler Giovanni Boccaccio historisch hergeleitete, unter nationalistischen Gesichtspunkten identitätsstiftende Funktionen ein.

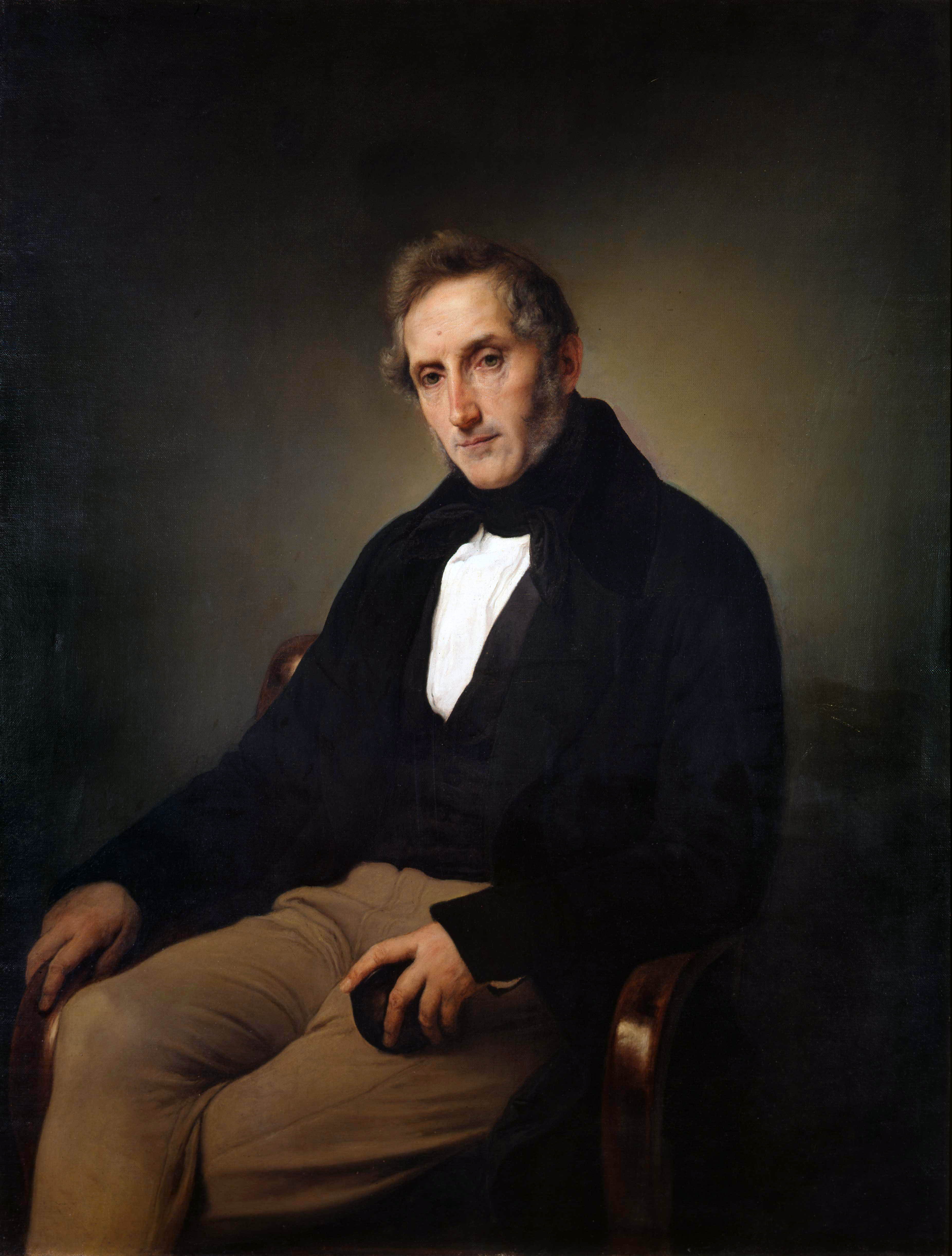
Alessandro Manzoni (1785–1873)

Andere, die in der ersten Hälfte des 19. Jahrhunderts von der wesentlich aus dem deutschen Sprachraum ausgehenden Kulturepoche der Romantik geprägt waren, setzten sich dafür ein, eine gemeinsame italienische Sprache im Volk zu verbreiten, wobei die Perspektive des Volkes die entscheidende Grundlage der Dichtung und Publizistik bilden sollte. Für die italienische Literatur des 19. Jahrhunderts, der im nationalen Einigungsprozess zumal auf der sprachlich-kulturellen Ebene eine wichtige Rolle bei der italienischen Identitätsbildung zukam, war zunächst der Lyriker Giacomo Leopardi bedeutsam, der in den 1820er Jahren mit seinen Gedichten einen italienischen Patriotismus mit verbreitete. Noch größere Wirkung in diesem Zusammenhang erzielte der Romancier Alessandro Manzoni mit seinem 1827 erschienenen historischen Roman I Promessi Sposi (Die Verlobten). Manzoni war es auch, der viele weitere Schriftsteller und Dichter in den folgenden Jahrzehnten inspirierte.

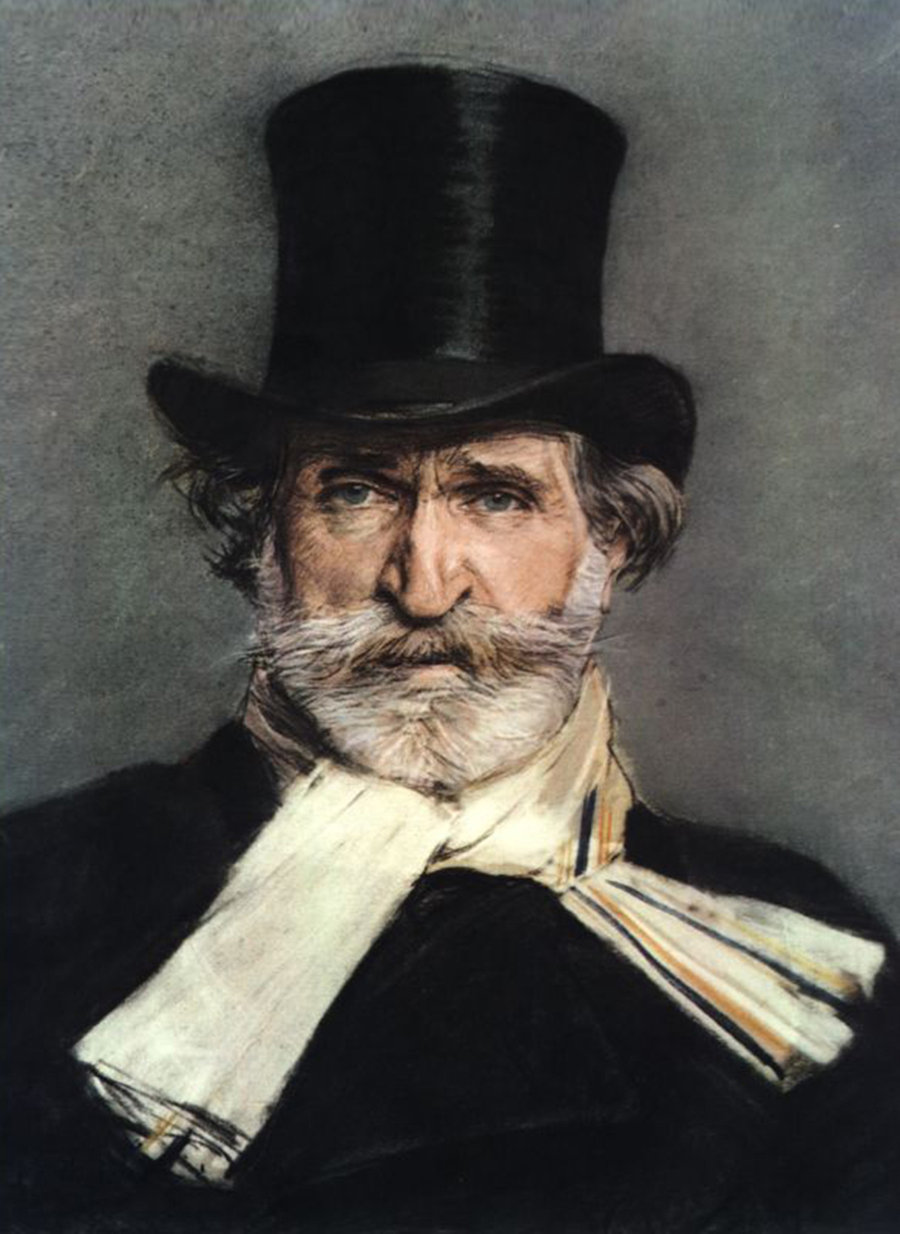
Giuseppe Verdi (1813–1901) – Gemälde von Giovanni Boldini, 1886

Auf dem Gebiet der Musik spielte der Komponist Giuseppe Verdi mit seinen am episch-romantischen Stil des französischen Schriftstellers Victor Hugo orientierten berühmten Opern eine kaum weniger prägnante Rolle bei der Stiftung eines italienischen Nationalbewusstseins. Vielen Italienern – und nicht nur Italienern – gilt Verdi als der Künstler des Risorgimento schlechthin.
Gleichwohl blieb die Entwicklung einer einheitlichen, von allen italienischen Staatsbürgern gesprochenen und verstandenen Sprache ein bis ins 20. Jahrhundert hinein bestehendes kultur- und bildungspolitisches Grundproblem, das sich erst durch die Verbreitung der Massenmedien entspannte.

## Roman und Film
- Giuseppe Tomasi di Lampedusa: Der Leopard (Il Gattopardo). Piper-Verlag, München 1959, neu 2004, neu 2019 (Roman aus dem Jahr 1957 über den Niedergang des sizilianischen Landadels zur Zeit des Garibaldi-Feldzugs und der nachfolgenden italienischen Staatsgründung 1860/61)
- Der Leopard. Italien/Frankreich 1963. Regie: Luchino Visconti (Verfilmung des gleichnamigen Romans)